# Tour de Ruhr (Fernsehserie)
Tour de Ruhr ist der Titel einer sechsteiligen Fernsehserie, die nach dem Drehbuch von Elke Heidenreich erstellt und erstmals 1981 im Westdeutschen Fernsehen sowie 1983 im Sonntagnachmittags-Programm der ARD ausgestrahlt wurde.
Die Serie zeigt eine Radtour von Karlheinz Stratmann mit seiner Frau Lisbeth und der fünfzehnjährigen Tochter Martina sowie seinem Arbeitskollegen Harald Schlümer mit dessen Freundin Ines. Sie führt von Dortmund durch das nördliche Ruhrgebiet nach Duisburg. Die Serie vermittelt Eindrücke aus dem Ruhrgebiet um 1980, das sich nach Zechenschließungen in einem Strukturwandel befand. Die Tour wird als ungewöhnlich dargestellt, zwar seien Fahrradtouren wieder beliebt, nicht aber durch das Ruhrgebiet.
Regie führte Reinhard Schwabenitzky, der die Rolle der Näherin Ines mit seiner späteren Ehefrau Elfi Eschke besetzte.

## Rezension
„Der Dortmunder Bundesbahnbeamte Harald Schlümer (Eckhard Heise) fährt mit seiner Freundin Ines (Elfi Eschke) mit dem Fahrrad durchs Ruhrgebiet. Schlümers Arbeitskollege Karlheinz Stratmann (Henry van Lyck), seine Frau Lisbeth (Marie-Luise Marjan) und die Tochter Martina (Klaudia Schunck) samt Freund Wolf-Rüdiger (Ralf Richter), genannt ‚Wölfchen‘, schließen sich an. Sie fahren an Sehenswürdigkeiten vorbei und es kommt zu Streit, Ehekrach, Eifersucht und Reifenpannen. Die sechs Etappen führten von Dortmund über Henrichenburg, Westerholt, die Siedlung ‚Unser Fritz‘ in Wanne, Gelsenkirchen und Hünxe nach Duisburg. Elke Heidenreichs Familienserie war nicht zuletzt eine Liebeserklärung an das Ruhrgebiet mit all seinen überraschend schönen, grünen Seiten, aber auch den sozialen Problemen.“

## Episoden
Die hier aufgeführten Ortsbezeichnungen werden in der Serie erwähnt.

### Folge 1
Karlheinz Stratmann und Harald Schlümer sind als Bundesbahnbeamte im mittleren Dienst auf dem Bahnsteig tätig.
Karlheinz möchte gerne anderen Leuten vorschreiben, was sie zu tun haben, insbesondere seiner Frau Lisbeth und seiner Tochter Martina, wodurch es mit ihm häufig zum Streit kommt. Er fährt eine alte Mittelklasse-Limousine und lebt mit seiner Familie in einem Wohnblock. Lisbeth ist über die Mittagszeit als Aushilfe in der Gaststätte Hüttenkieker beschäftigt. Martina hat einen Freund namens Wölfchen, der schon arbeitet und ein Auto besitzt. Die Beziehung wird von den Eltern aber nicht gern gesehen.
Harald neigt zum Angeben und fährt ein neues Coupé. Damit führt er die Näherin Ines aus, mit der er seit einer Woche zusammen ist. Er berichtet vom Leben auf dem Bahnsteig und Ines von ihrem ungewöhnlichen Vorhaben einer Radtour durch das Ruhrgebiet, der sich Karl-Heinz ungefragt anschließt.
Um sich wichtig zu tun, fragt Harald seinen Arbeitskollegen, ob er an der Tour teilnehmen wolle. Karlheinz berichtet wiederum mittags im Hüttenkieker beim Bier seiner Frau und der ebenfalls anwesenden Tochter von der Idee. Lisbeth gibt sich verwundert. Martina gefällt solch eine Tour zunächst gar nicht, ändert im Laufe des Tages aber ihre Meinung, als ihr Freund vorschlägt, sie jeden Abend besuchen zu kommen. Nachdem Harald seinen Kollegen wiederholt fragt und anmerkt, er käme mit Ines ohnehin an seiner Wohnsiedlung vorbei, kaufen sich Karlheinz und Lisbeth Fahrräder.
Am ersten Urlaubstag trifft Harald mit einem Rennrad ohne Gepäckträger bei Ines ein, so dass er lediglich mit einem Rucksack bepackt ist. Nach kurzer Fahrt treffen die beiden überraschend auf Familie Stratmann, was Ines verärgert. Harald gibt aber zu bedenken, dass er mit Karlheinz weiter zusammenarbeiten müsse und schlägt vor, nach einem Tag alleine weiterzufahren. Martina freundet sich dabei mit Ines an. Die fünf fahren an einem Kanal entlang und wollen dann im Imbiss Schlemmer-Stübchen speisen, werden aber von einer unfreundlichen und zu allem Überfluss hinter der Speisetheke rauchenden Bedienung abgeschreckt. Sie besichtigen das Neue Schiffshebewerk Henrichenburg und beenden ihre Etappe in einer Gaststätte mit angeschlossener Pension. Die Familie Stratmann übernachtet dort gemeinsam in einem Zimmer, was Martina nicht behagt. Harald und Ines wollen zelten, müssen aber wegen vergessener Heringe zur Pension zurückkehren.

### Folge 2
Karlheinz plant im Speiseraum eine Route mit dem Ziel Westerholt. Harald und Ines frühstücken hingegen auf dem Zimmer, um unbemerkt zu bleiben. So können die Stratmanns sie zur Enttäuschung von Martina gerade noch davonfahren sehen. Auf der Landstraße treffen sich aber doch alle wieder und setzen die Reise gemeinsam fort.
Eine rote Baustellenampel trennt dann Männer und Frauen, was die Frauen dazu nutzen, in einer Gaststätte bei Erfrischungsgetränken zu warten. Die Männer übersehen die Fahrräder vor der Tür und werden erst von einem skurrilen Schweizer Fahrradfahrer mit Anhänger am Wegesrand aufgehalten, der berichtet, er käme aus Rapperswil, wäre auf der Rückreise aus Moskau und fände sich im Ruhrgebiet nicht zurecht, so dass er das Gefühl habe, im Kreis zu fahren. Dann treffen die Frauen ein, woraufhin sich das Ehepaar Stratmann ob des Vorfalls gegenseitig beschimpft, was Harald und Ines nutzen, um alleine weiterzufahren.
Harald verletzt sich zunächst bei einem Sturz in den Straßengraben und wird dann mitten in der Landschaft von zwei berittenen Polizisten aufgefordert, an seinem Fahrrad Licht sowie Schutzbleche nachzurüsten. Ines ist dabei überrascht, wie ungewohnt kleinlaut sich Harald gibt: „… ich bin ja selber Beamter …“ In der nächsten Innenstadt lässt Harald sein Fahrrad nachrüsten, während Ines Heringe für das Zelt kauft. Als die beiden sich anschließend im Schlosspark ausruhen, kommt auf einmal Martina angerannt, um ihren Ball auf dem Weg in einen Teich aufzuhalten.
Karlheinz passt es nicht, dass Martina dazu ins Gewässer hineinläuft und verordnet ihr für den Abend Stubenarrest, wobei sich Wölfchen angekündigt hat. Ines verspricht Martina zu helfen und kommt mit nach Westerholt. Dort gehen die Erwachsenen zum Essen aus und Martina mit Wölfchen zum Tanzen. Als sich der Restaurantbesuch dem Ende zuneigt, wird Martina von Ines und Harald informiert, so dass sie rechtzeitig in ihrem Hotelzimmer sein kann.

### Folge 3
In einer Pause baden Martina und Ines im See, was Karlheinz überhaupt nicht passt, woraufhin Martina nicht mehr an der Tour teilnehmen möchte. Lisbeth rettet die Situation, in dem sie einen Besuch bei Onkel Jakob und Tante Änne vorschlägt, die ganz in der Nähe wohnen. Martina bittet mit Erfolg darum, dass auch Ines und Harald mitkommen. Die Reisegruppe begegnet erneut dem skurrilen Schweizer und passiert wenige Meter vor dem Ziel ein Straßenfest, das gleichzeitig eine Protestveranstaltung gegen den Abriss der Wohnsiedlung ist.
Martina besucht Opa Berghoff mit seiner Ziege und lernt dann einen Protestsänger auf dem Fest näher kennen. Als dieser am späten Abend aber meint, Martina müsse politischer werden, wendet sie sich wieder von ihm ab. Onkel Jakob hält eine Rede, in der er zum Kauf der Häuser in der Siedlung aufruft, welche nach Zechenstilllegung aufgegeben werden sollen. Er geht darüber hinaus davon aus, dass die Zeche bald wieder aufmachen werde, da Kohle noch eine Zukunft habe.
Wölfchen begegnet Karlheinz im Haus und vermutet, es handele sich um Onkel Jakob. Da Martina gerade beim Protestsänger ist, gehen die beiden in ein Lokal, wo sich Karlheinz über die Arbeit von Wölfchen wundert: „Stahlkocher, was ist das für ein Beruf?“ Schließlich findet er Wölfchen aber doch ganz in Ordnung.
Harald baut sein Zelt im Garten auf, um dort alleine zu übernachten. Ihn interessieren die Geschehnisse überhaupt nicht und er verabredet mit Ines, am nächsten Tag ohne die Stratmanns weiter zu fahren.
Am Abend schwärmt Lisbeth noch von Schloss Berge und dass man dort Essen gehen wolle. Martina und Ines, die im Wohnzimmer nächtigen, halten dies als eine Folge davon, immer wieder Berichte über Königshäuser zu lesen.

### Folge 4
Am Morgen fragt Harald, ob man sich absetzen solle, doch Ines spricht davon, dass alle zusammen im Schloss zu Mittag essen wollen. Zunächst frühstückt man aber gemeinsam mit Tante Änne, Onkel Jakob und Opa Berghoff im Garten. Im Schloss-Restaurant zieht sich Lisbeth auf der Toilette ein neues Kleid an, während Martina, Karlheinz und vor allem Harald durch schlechtes Benehmen auffallen. Martina telefoniert noch vor dem Essen mit Wölfchen, um die Situation auf dem Straßenfest zu erklären, was ihr aber nicht gelingt. So muss Karlheinz ihr im Schlossgarten gut zureden, dass Wölfchen ganz in Ordnung sei und sie ihn komme lassen solle.
Auf der Weiterfahrt besteht Karlheinz darauf, die Stätten seiner Kindheit mal wieder anzusehen, und schlägt vor, die anderen sollen alleine in den Ruhr-Zoo fahren. Harald folgt ihm aber. Die beiden sehen sich den alten Rangierbahnhof an, wo Karlheinz von seiner Beziehung mit Klärchen erzählt, der Lisbeth gefolgt und dann schwanger geworden sei. Harald zweifelt im Gegenzug, ob Ines die richtige Frau für ihn sei, da sie zu viel diskutiere, was Karlheinz ihm auszureden versucht. Man sieht sich auch noch das alte Fußballstadion an, in dem Karlheinz früher oft gewesen ist und begibt sich schließlich in den verabredeten Treffpunkt, der Gaststätte Sporteck, wo Karlheinz noch sehr bekannt ist.
Zwischendurch besucht Karlheinz noch Klärchen, die mittlerweile von ihrem Mann geschieden ist. In dieser Zeit beginnt sich Harald für eine junge Frau zu interessieren, die mit ihrer Mutter gekommen ist. Als er mit ihr vor der Tür steht, trifft gerade Ines ein, die es nur mit „Lass dich nicht stören!“ kommentiert. Wölfchen hat Martina bereits im Zoo aufgesucht und bietet Harald auf Nachfrage an, ihn mit nach Dortmund zu nehmen. Karlheinz kann dies aber so eben verhindern, indem er für Harald und Ines ein Doppelzimmer und für seine Familie ein Dreibettzimmer über dem Lokal bucht. Der Erfolg bleibt aber aus: Ines möchte nur schlafen und in Ruhe gelassen werden.

### Folge 5
Beim Innenstadtaufenthalt bucht Karlheinz in einem Reisebüro eine Übernachtung in einem Landgasthof, um seine Familie zu überraschen, während sich Martina in einem Modegeschäft ein T-Shirt anzieht, aber nicht bezahlt. Ines und Harald verabreden, einen Wohnwagen für die nächste Nacht zu buchen, um allein zu sein, und sind verblüfft, dass Liesbeth mit einem Bekannten im selben Restaurant sitzt. Das nächste Ziel der Tour ist der Traumlandpark, wo Karlheinz das Preisschild am T-Shirt seiner Tochter auffällt.
Für das anschließende Picknick holt Harald Bier von der nächsten Gaststätte, wobei ihm der Sattel gestohlen wird. Dann übernachten Harald und Ines auf dem gebuchten Campingplatz, während die Familie Stratmann weiter zum Landgasthof fährt. Dort findet sich auch Wölfchen ein, der sich nach einem Besuch der Bar mit in Martinas Zimmer schleicht. Auf dem Campingplatz verläuft der Abend nicht so reibungslos, Ines ermahnt Harald: „Ich bin nicht einfach dein Betthäschen!“

### Folge 6
Nach dem Aufwachen fragt Harald, ob man noch ein paar Tage auf dem Zeltplatz bleiben sollte, aber Ines möchte die Verabredung zum Frühstück mit den Stratmanns einhalten.
Lisbeth sieht Wölfchen beim Verlassen des Hotels, Karlheinz beim Davonfahren sowie Ines und Harald beim Entgegenkommen auf der Landstraße. Als Wölfchen zum Frühstück erscheint und so tut, als käme er von zu Hause angereist, glauben alle nur selbst die Wahrheit zu wissen. Schließlich gefällt Wölfchen die Stimmung nicht und er fährt wieder zurück nach Dortmund.
Obwohl es ein Umweg ist, setzt sich Harald damit durch, seine Heimatstadt Duisburg zu besichtigen. Man besucht zunächst die Tankstelle von seinem alten Freund Hotte Niemeyer. Dabei gibt Harald so sehr mit seinem gesicherten Leben als Beamter an, dass Ines zunehmend angewidert ist. Der nächste Programmpunkt ist eine Hafenrundfahrt. Vor dem Anleger trifft man erneut den Schweizer Radfahrer, zudem bricht ein Streit zwischen Harald und Ines aus, der darin mündet, dass sich Harald verabschiedet und nach Hause fährt.
Die verbleibenden Tourteilnehmer fahren am Rhein entlang zu einem Café, das die Stratmanns zuletzt besucht haben, als Martina noch klein war. Ines erzählt auf der Terrasse beim Eisessen, sie werde weiter nach Amsterdam fahren und dort auch das Popfestival besuchen. Martina schließt sich ihr an, woraufhin das Ehepaar Stratmann alleine ist. Karlheinz kündigt eine Überraschung an und besorgt Fahrkarten nach Amsterdam, während seine Frau auf dem Bahnsteig wartet.

## Drehorte
Die Drehorte liegen nicht alle auf dem Weg, wie es im Film den Anschein hat.

### Folge 1
Karlheinz und Harald arbeiten auf dem Dortmunder Hauptbahnhof. Die Stratmanns leben im Dortmunder Norden, im Stadtteil Eving, Krainerstraße, nahe der Kreuzung Böhmerwaldstraße. Der Hüttenkieker liegt nicht in der Nähe, wie die Serie suggeriert, sondern im Stadtteil Hörde, an der Hochofenstraße, und damit im Süden von Dortmund. Das Haus existiert noch, die Gaststätte jedoch nicht mehr. Die Wohnung von Ines befindet sich ebenfalls in Hörde, aber nahe dem Zentrum unweit der Lutherkirche.
Die Tour führt am Dortmund-Ems-Kanal entlang zum Schiffshebewerk Henrichenburg. Der Imbiss Schlemmer-Stübchen liegt nicht auf dem Weg, sondern in Herten, nahe der Kreuzung Feldstraße / Westerholter Straße. Die Bahnlinie neben dem Imbiss führt zur naheliegenden Zeche Nordstern und ist inzwischen ein Fahrradweg geworden.
Bei dem ersten Etappenziel handelt es sich um das Haus Döttelbeck, welches inzwischen zugunsten der neuen Döttelbeckbrücke abgerissen wurde, die über den Rhein-Herne-Kanal führt.

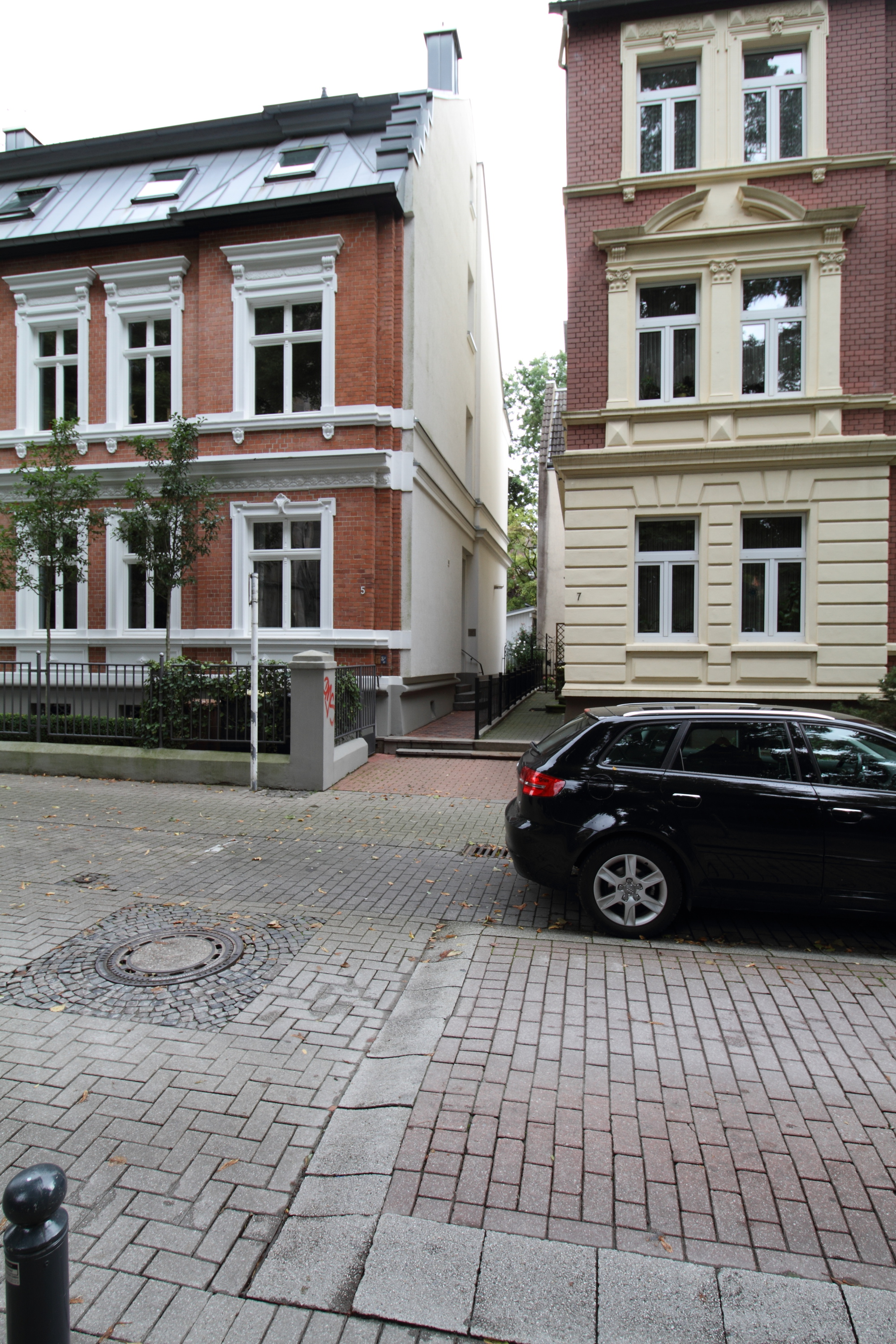
Das Zuhause von Ines, 2015
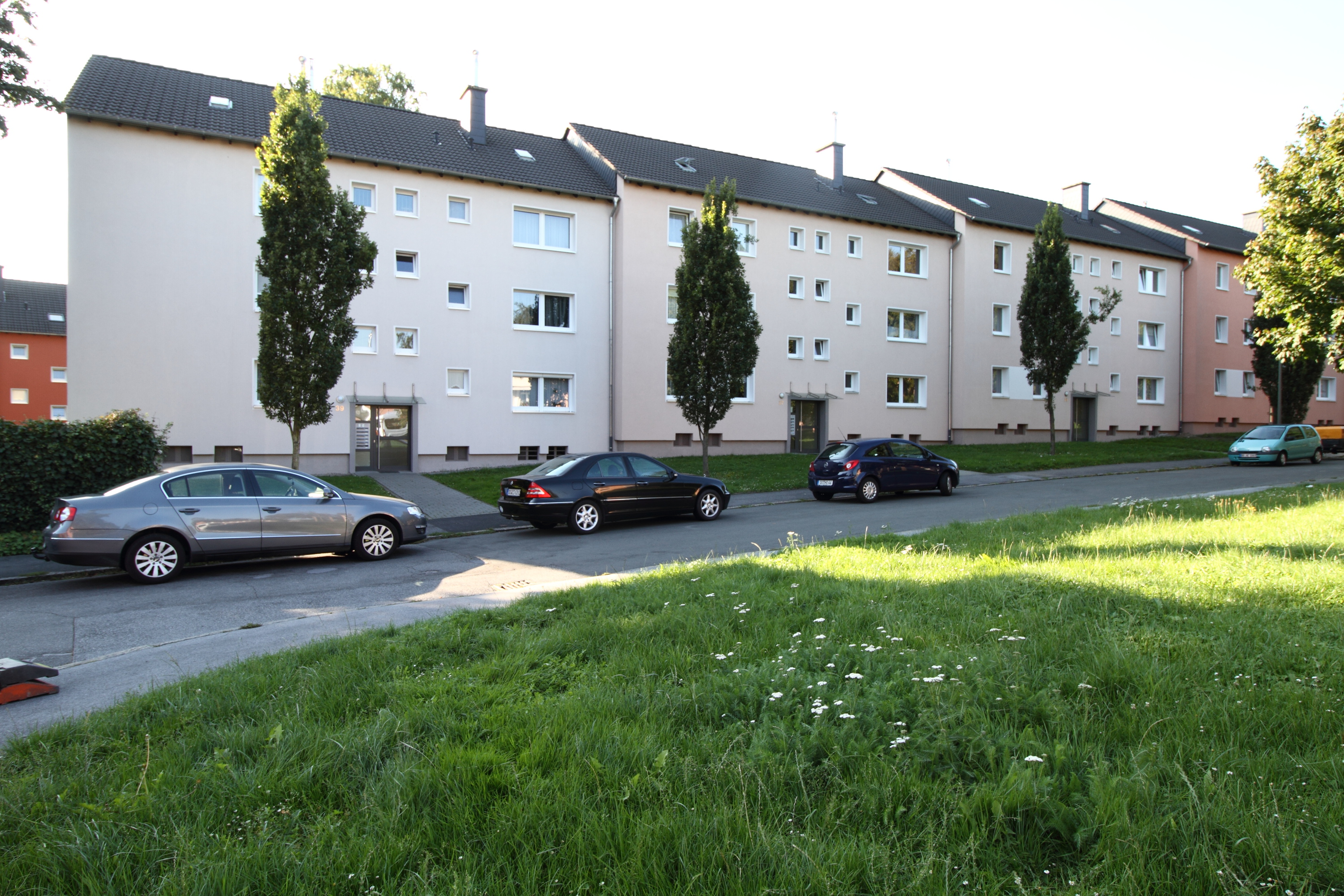
Das Zuhause der Stratmanns, 2015
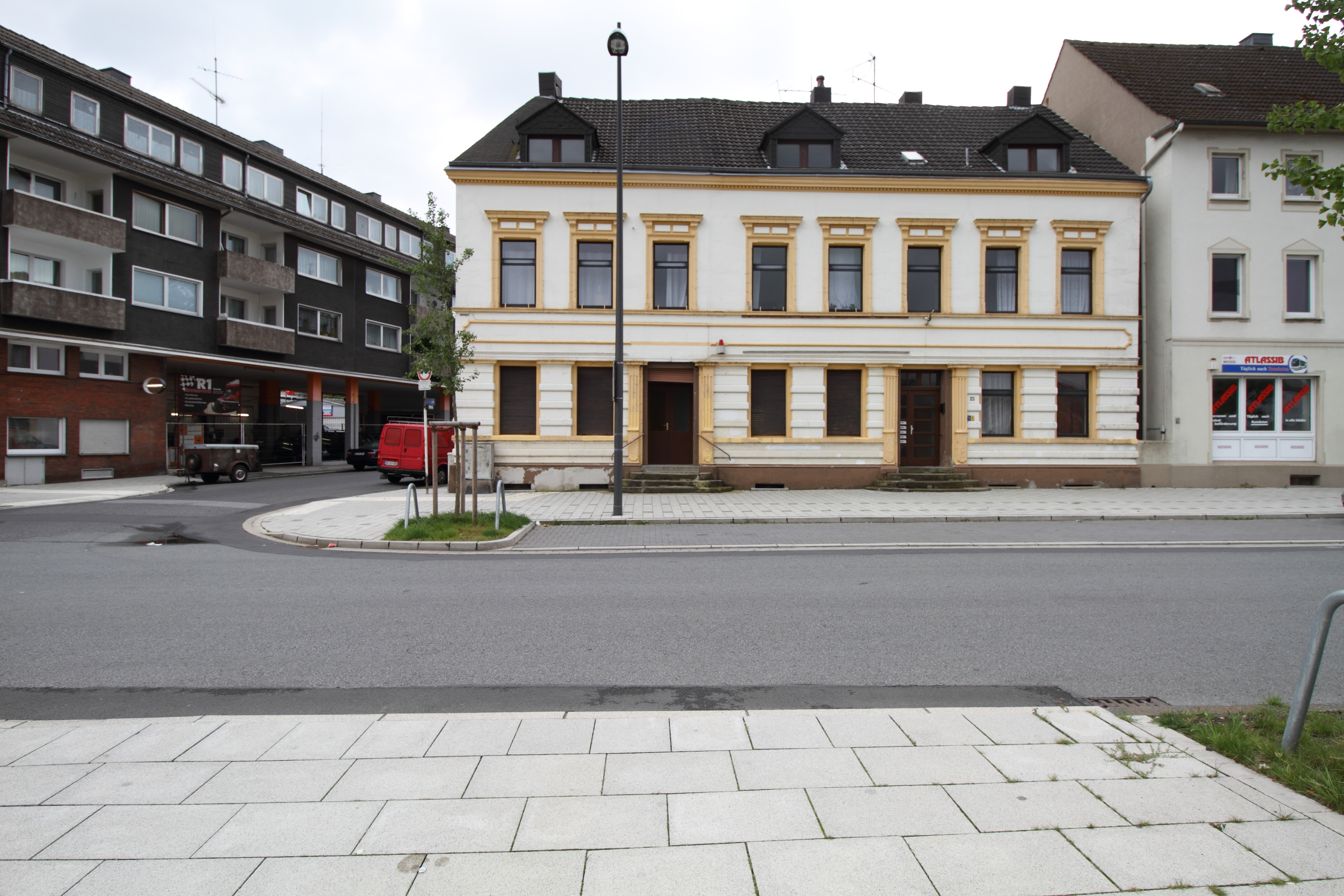
Ehemalige Gaststätte Zum Hüttenkieker, 2015
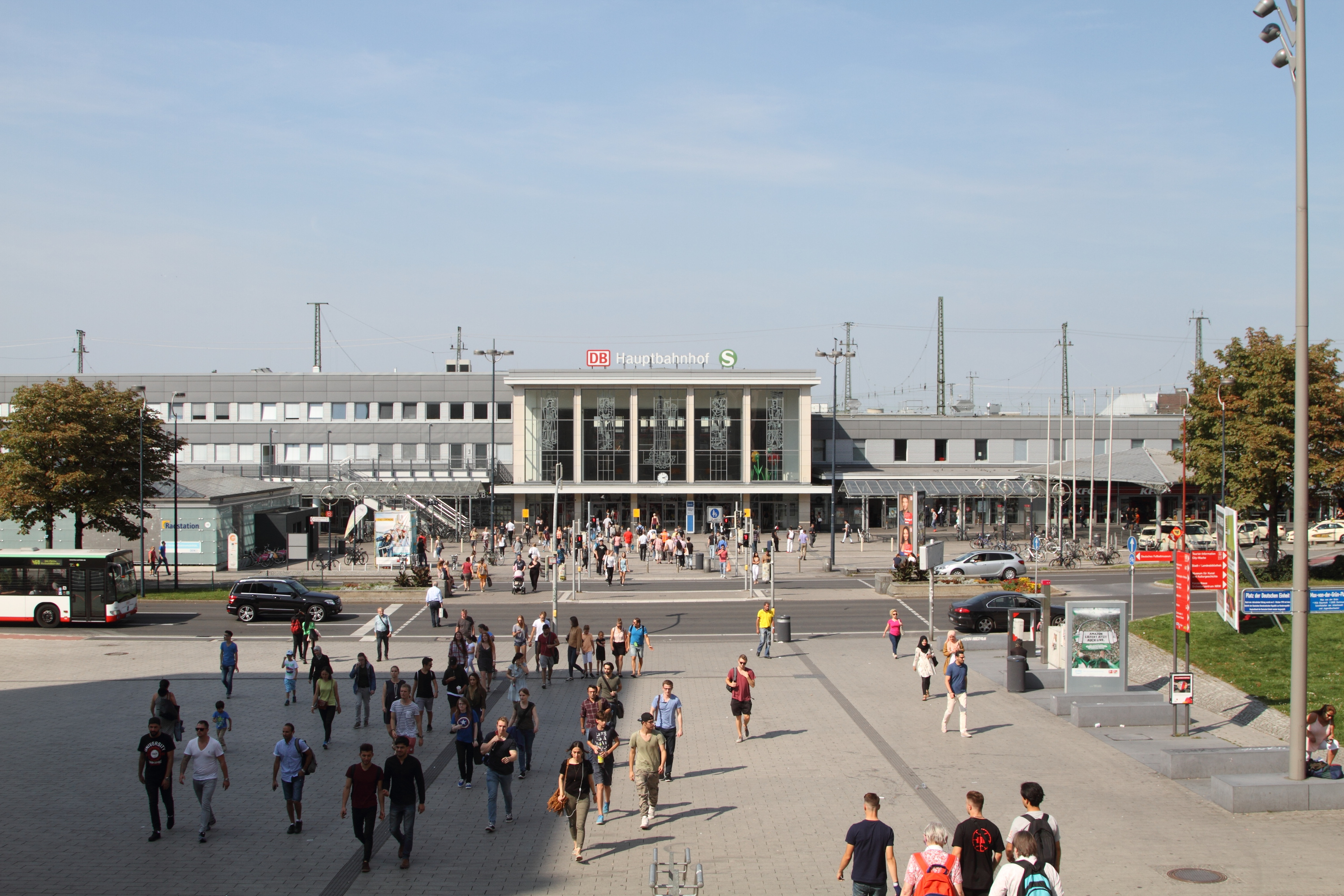
Hauptbahnhof Dortmund, 2017
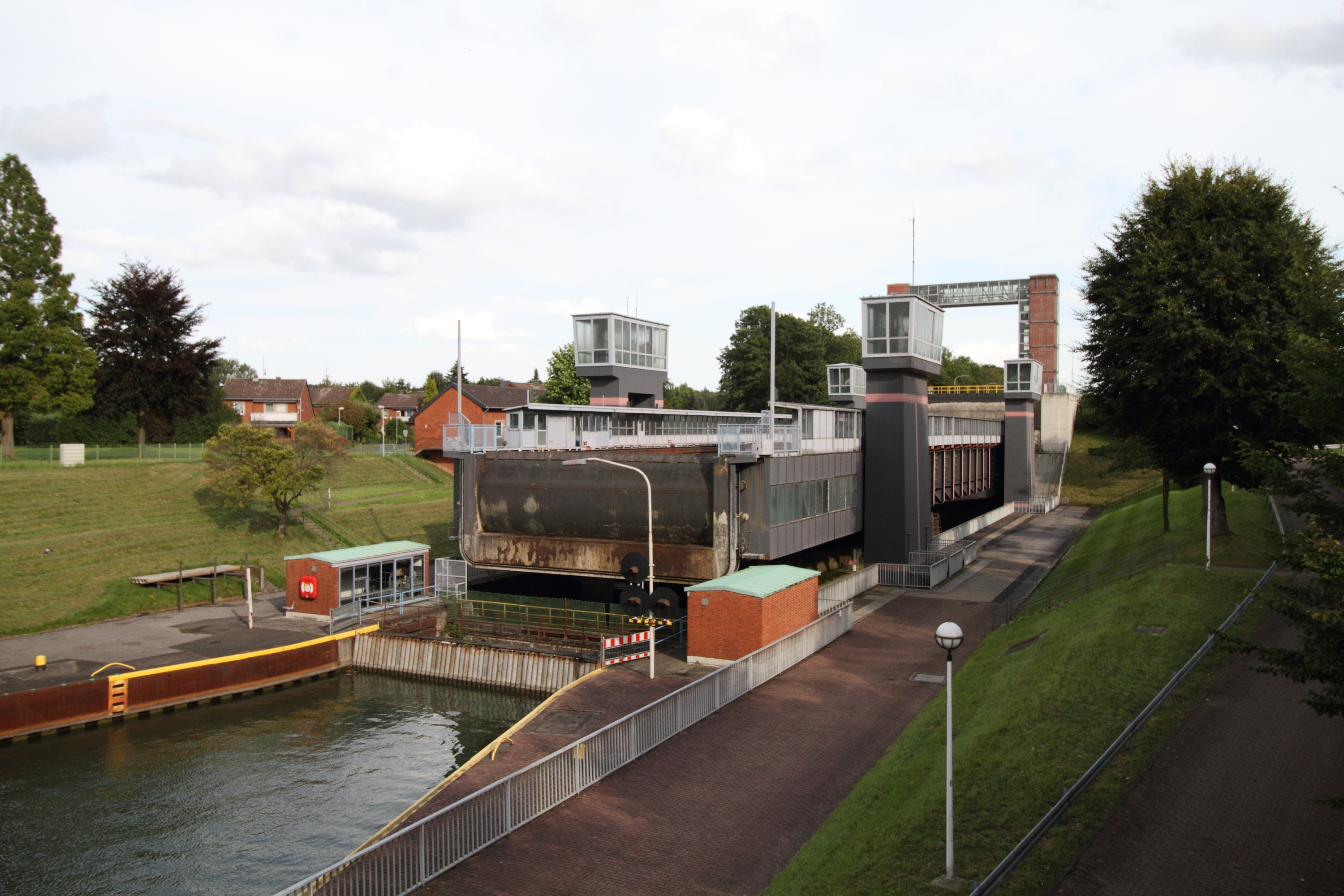
Schiffshebewerk Henrichenburg, 2015
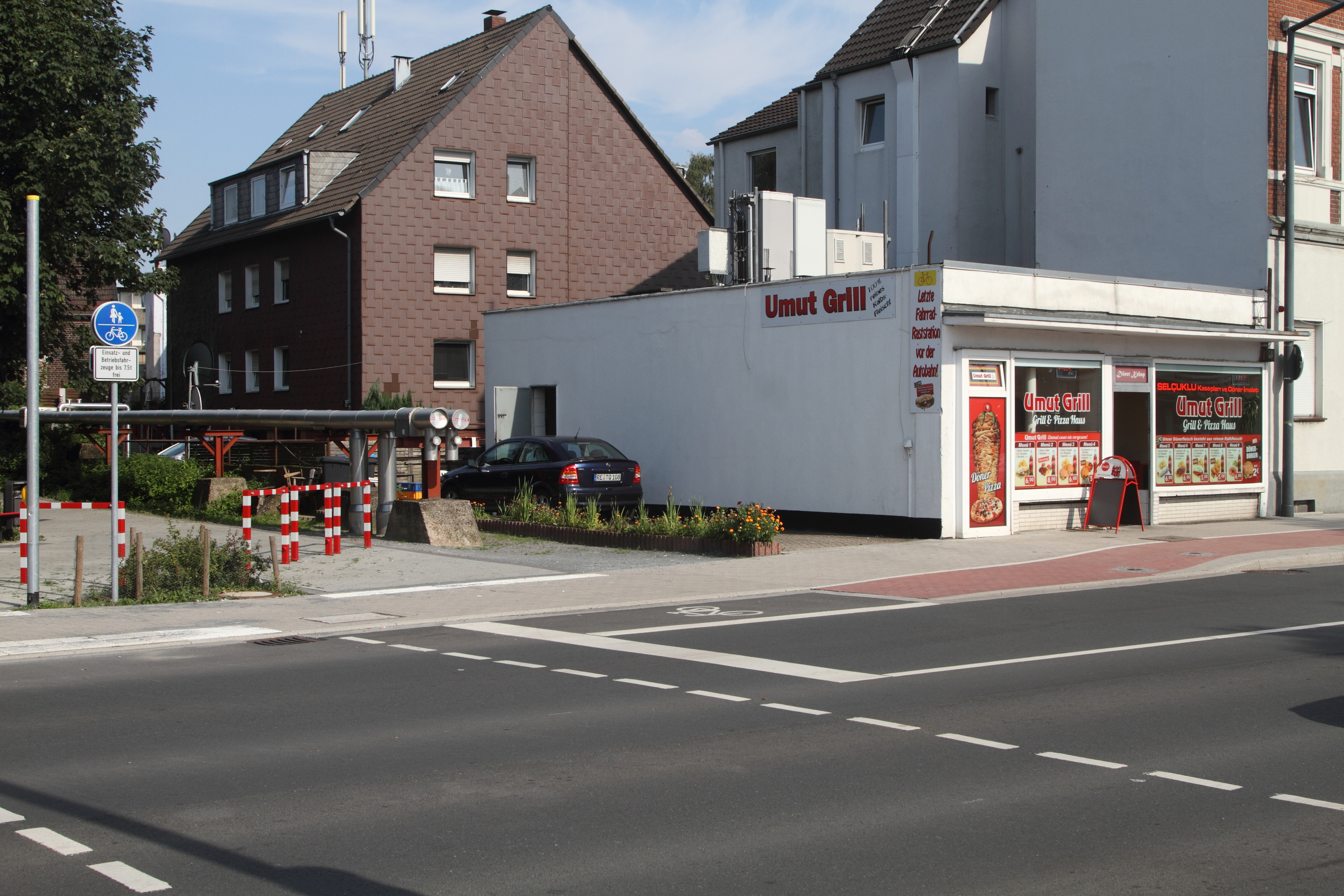
Ehemaliges Schlemmerstübchen, 2015
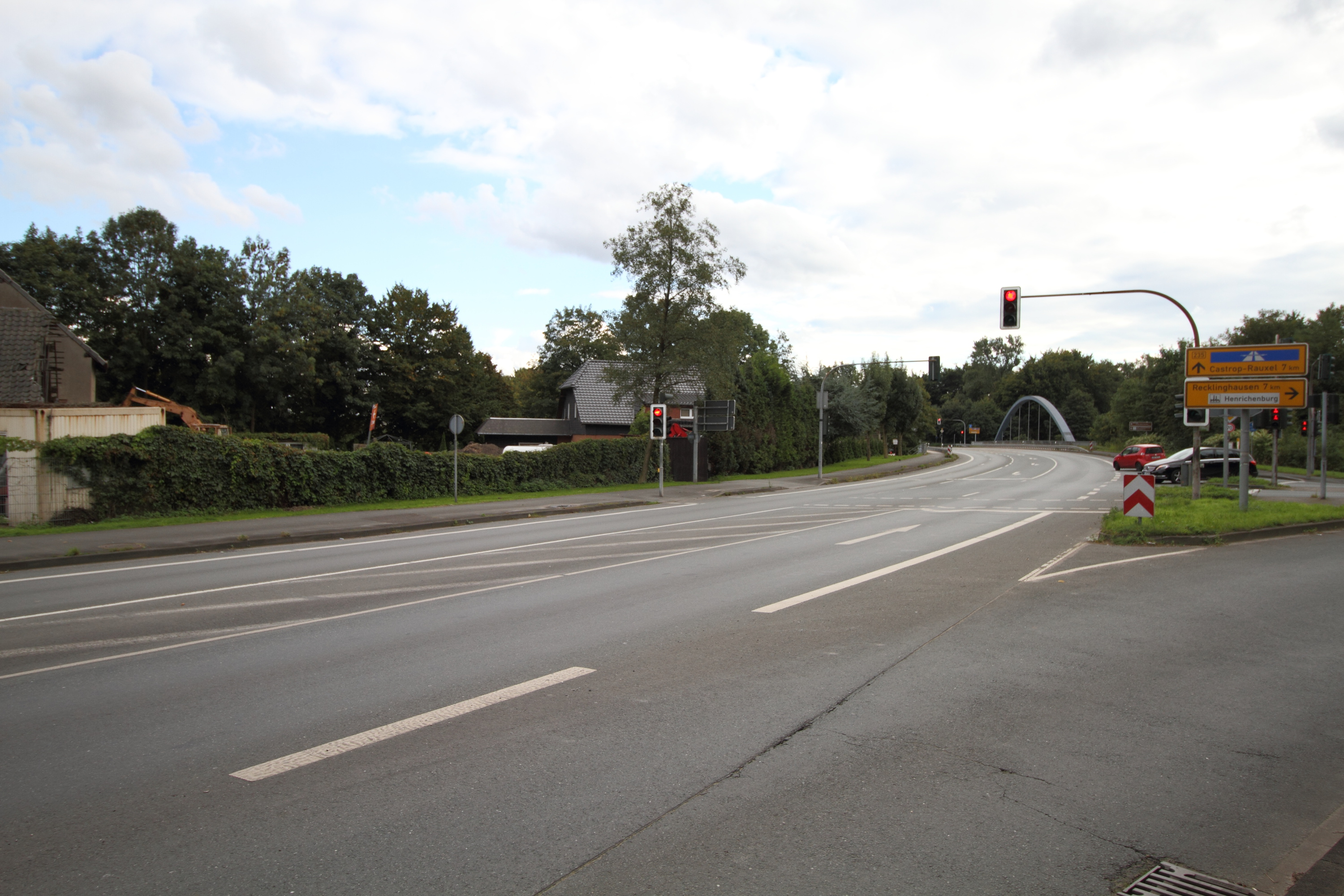
Das Haus Döttelbeck musste der abgebildeten Brücke weichen, 2015

### Folge 2
Der direkte Weg vom Haus Döttelbeck nach Westerholt würde gerade einmal 20 km betragen. Der Gasthof Friedag, in dem die Frauen einkehren, befindet sich in Dülmen, an der Landstraße auf halbem Weg zwischen Dülmen und Coesfeld-Lette. Er liegt damit überhaupt nicht auf dem Weg und auch nicht mehr im Ruhrgebiet, sondern bereits im Münsterland.
Im Vorbeifahren schlagen zwei Motorradfahrer Ines auf der Westerholter Straße zwischen den Hertener Stadtteilen Westerholt und Langenbochum auf ihr Gesäß. Harald versucht diese zu verfolgen, stürzt jedoch und verletzt sich.
Ines und Harald kaufen in Herten ein, wobei die Szenen im Kaufhaus mit Rolltreppen aus einer anderen Stadt stammen. Anschließend kehren die beiden in der Fußgängerzone bei einer Eisdiele ein, die heute noch existiert. Sie befindet sich unweit der Bushaltestelle Herten Mitte. Dann ruhen sich die beiden im Park des Schlosses Herten aus.
Die Fahrt der gesamten Reisegruppe führt schließlich am Golfplatz vorbei ins Alte Dorf von Westerholt, wo sich das Gasthaus Alte Börse befindet. Dort passieren sie die Sonnenuhr, welche sich an einer Häuserwand befindet.

Ehemalige Gaststätte Friedag, 2017
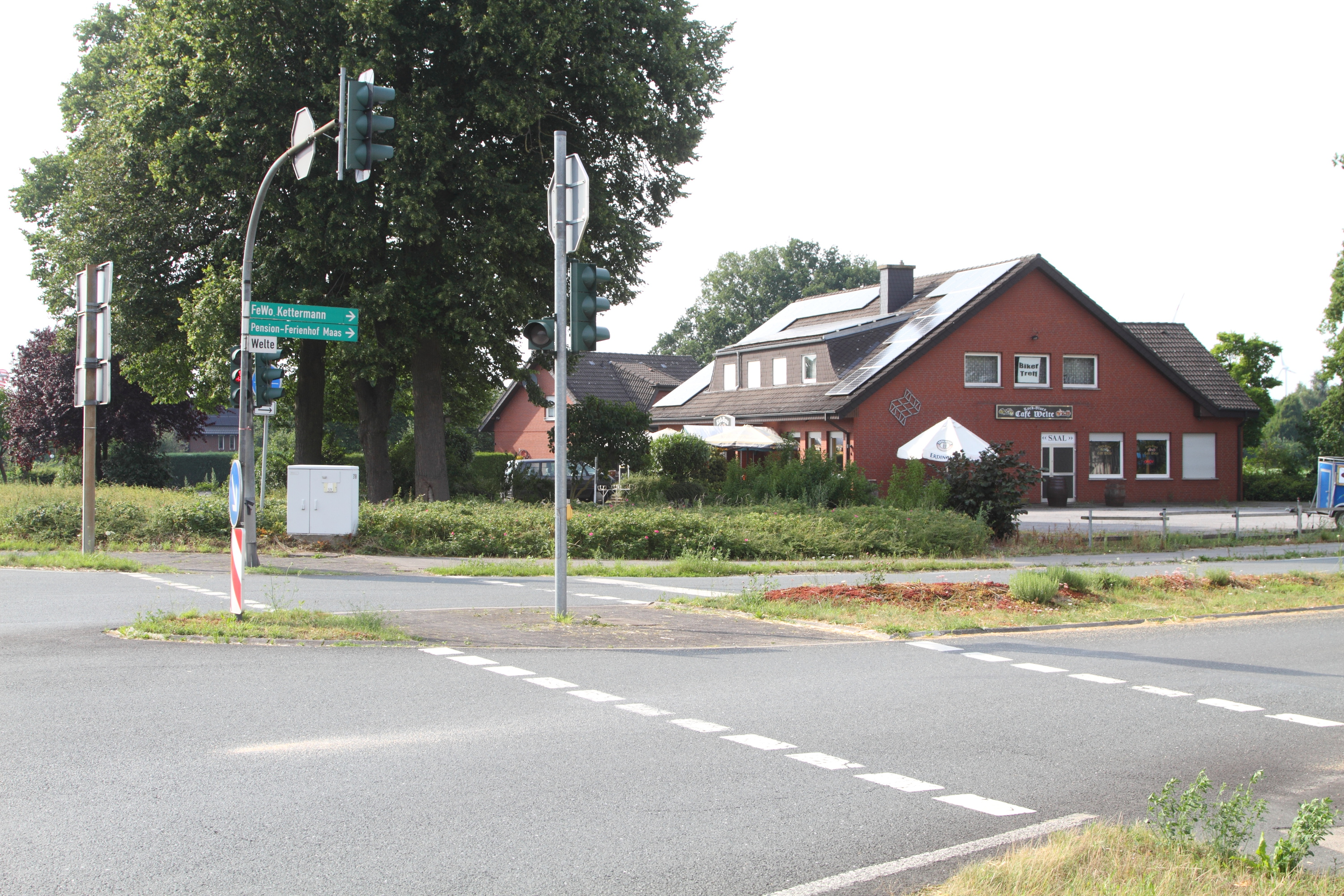
Ehemalige Gaststätte Friedag, 2017
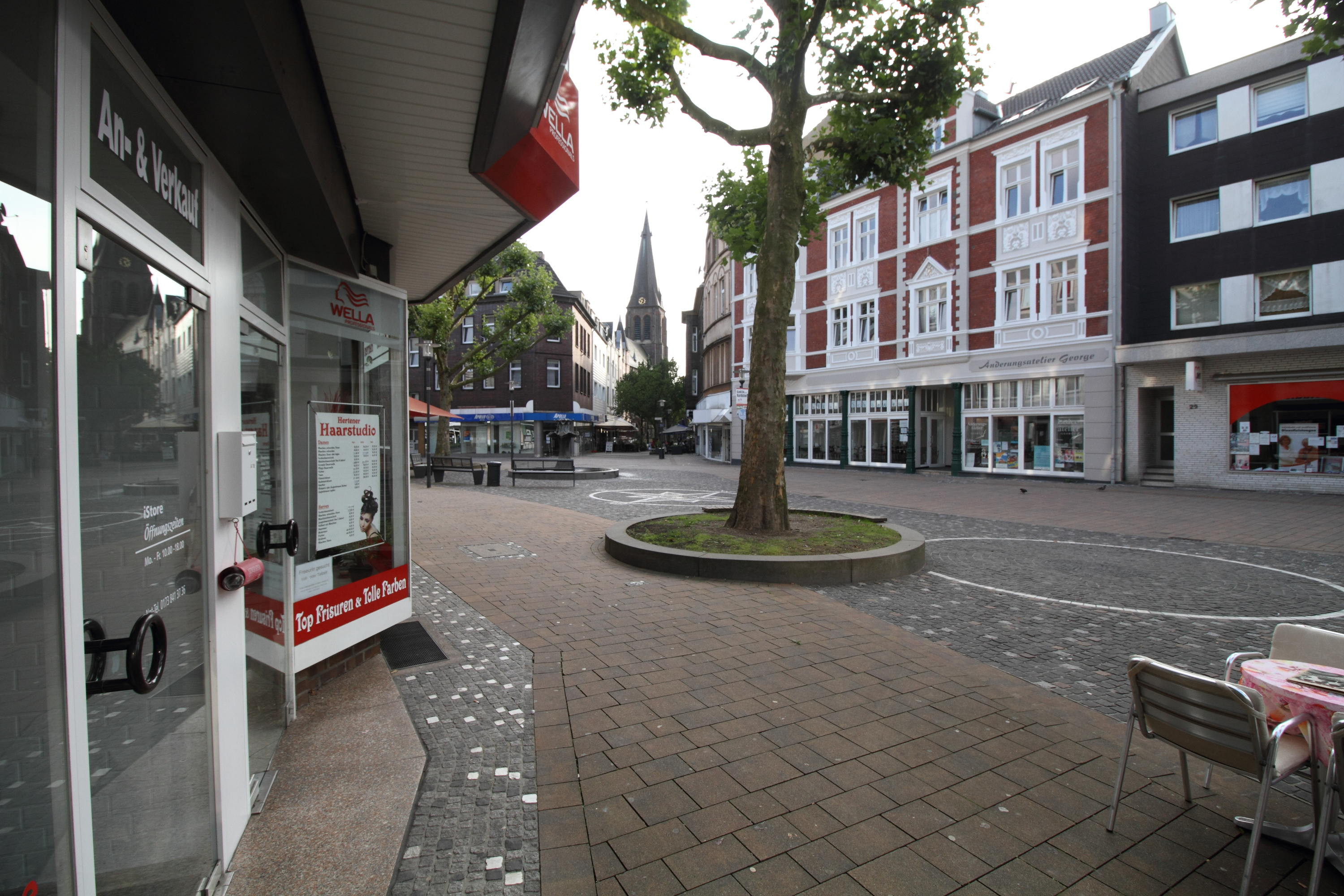
Fußgängerzone Herten vom Eiscafé aus gesehen, 2017
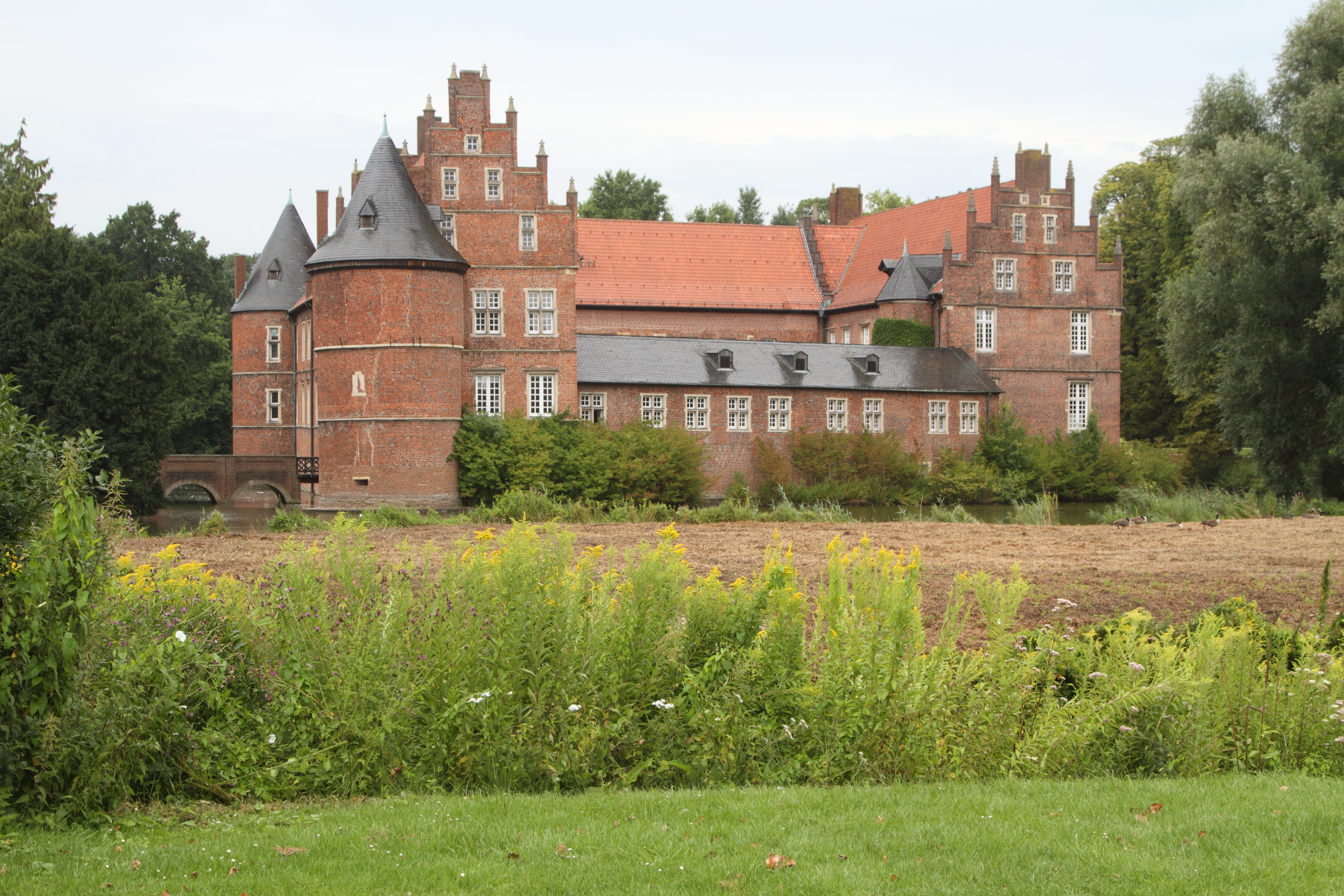
Schloss Herten, 2017
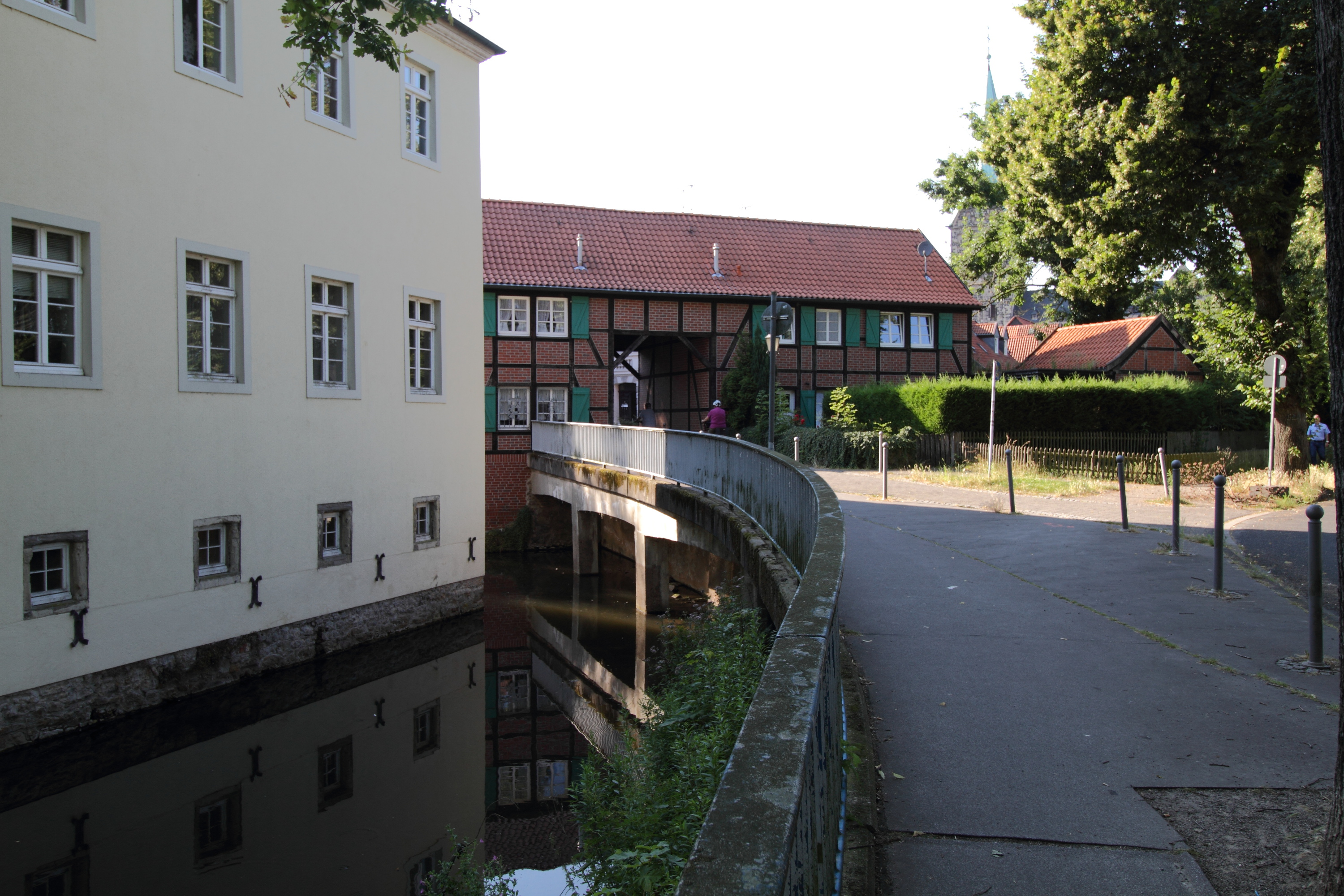
Altes Dorf in Westerholt, Ortseingang, 2016
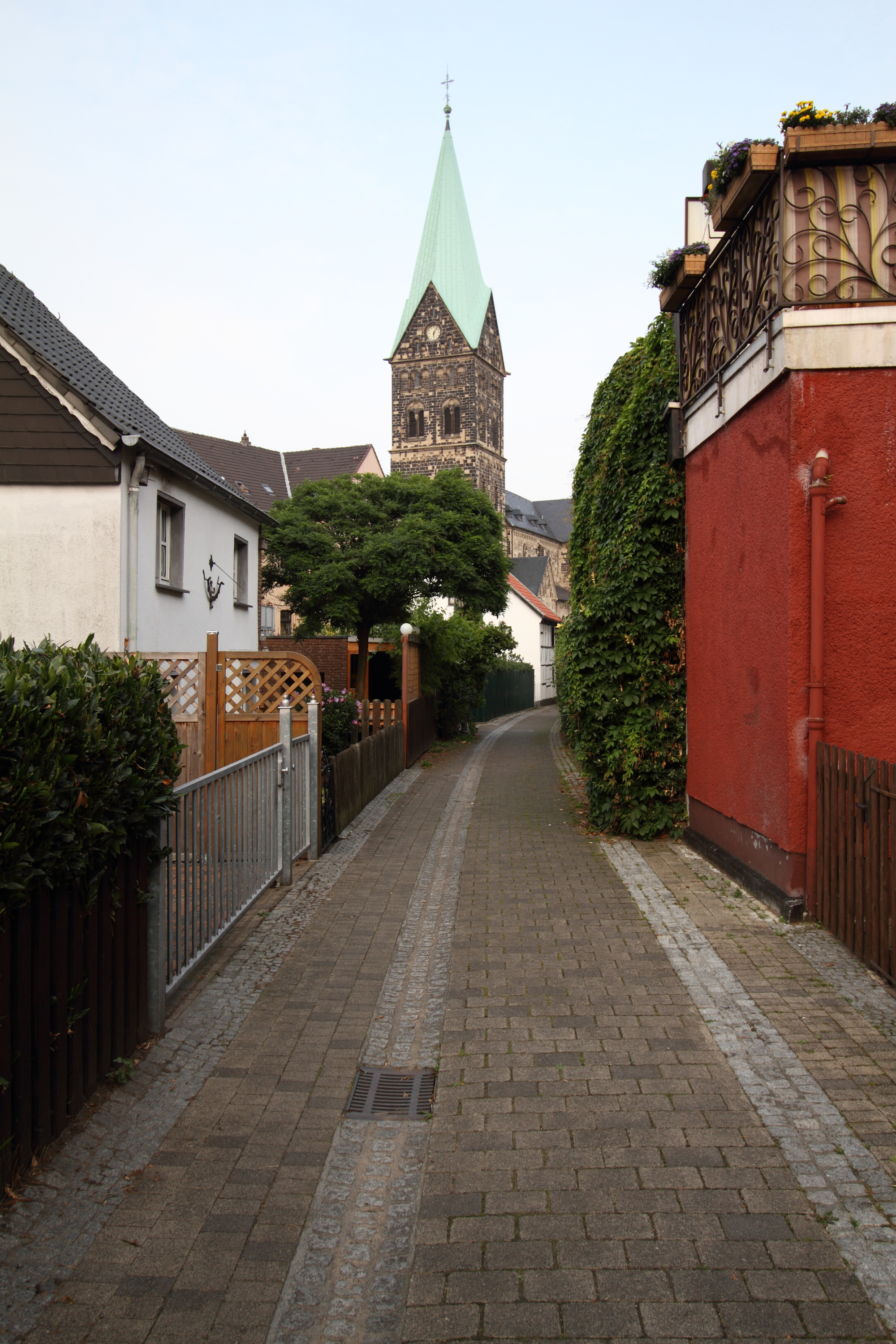
Weg durch Westerholt, 2015
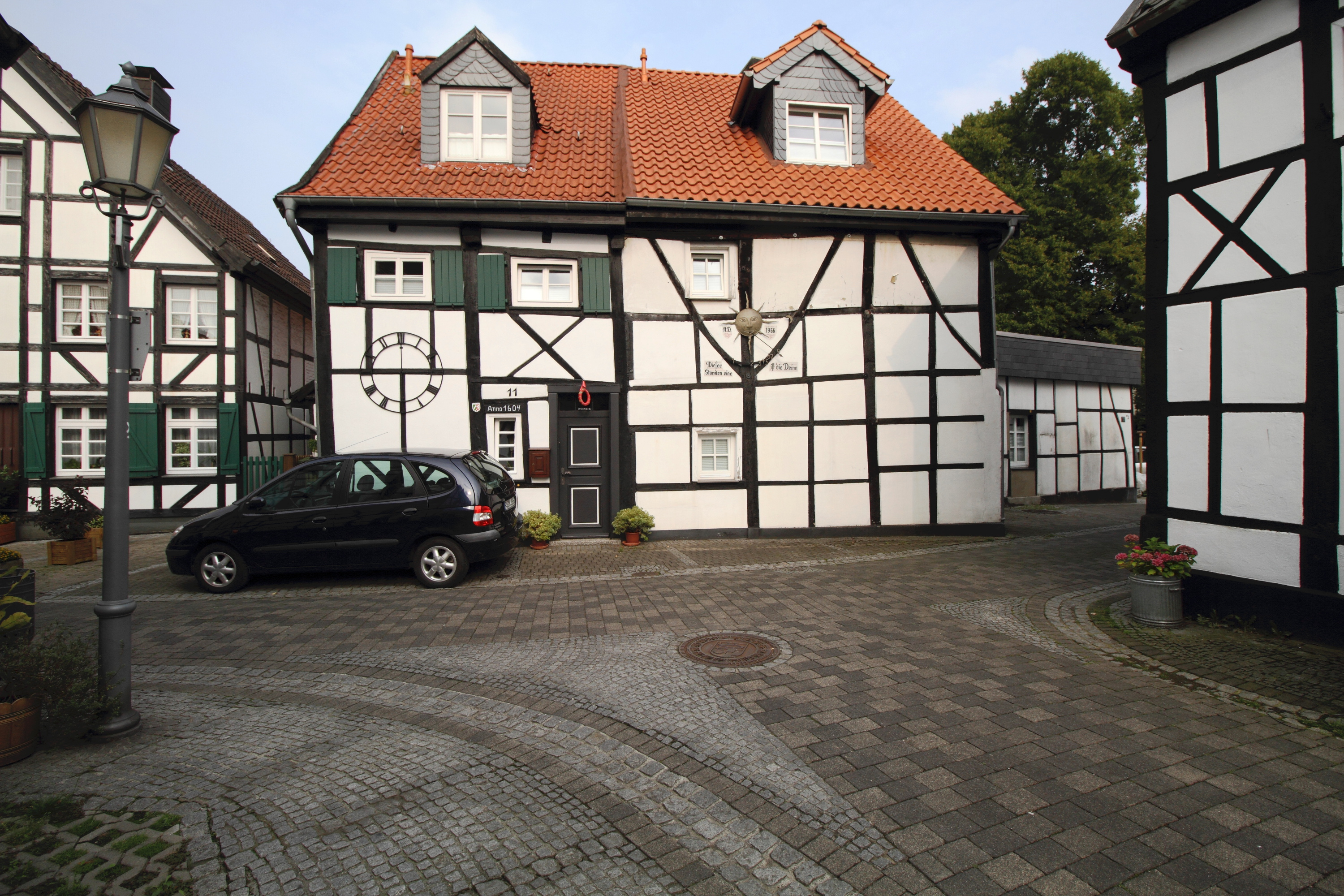
Sonnenuhr, Altes Dorf in Westerholt, 2015
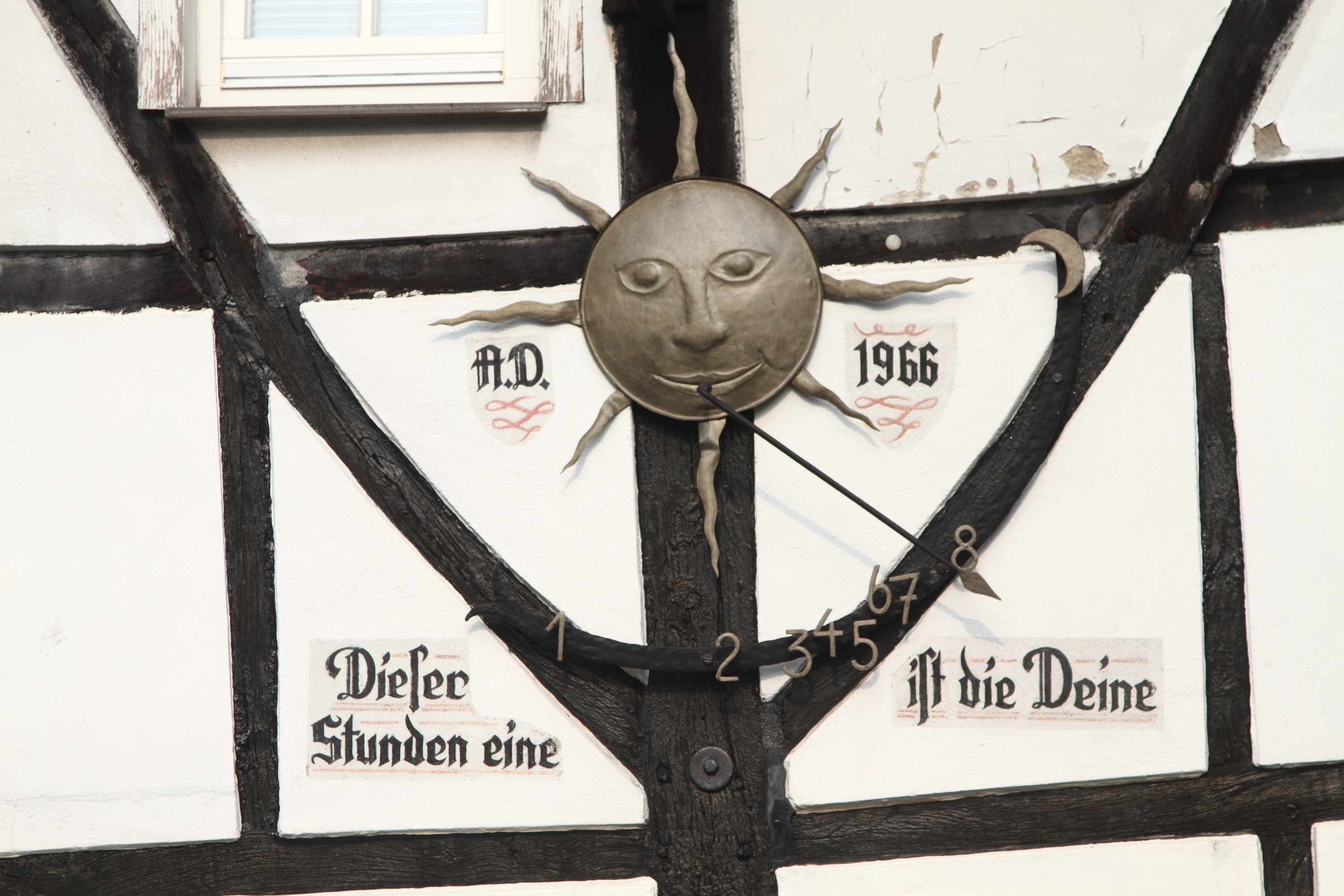
Sonnenuhr, Altes Dorf in Westerholt, 2015
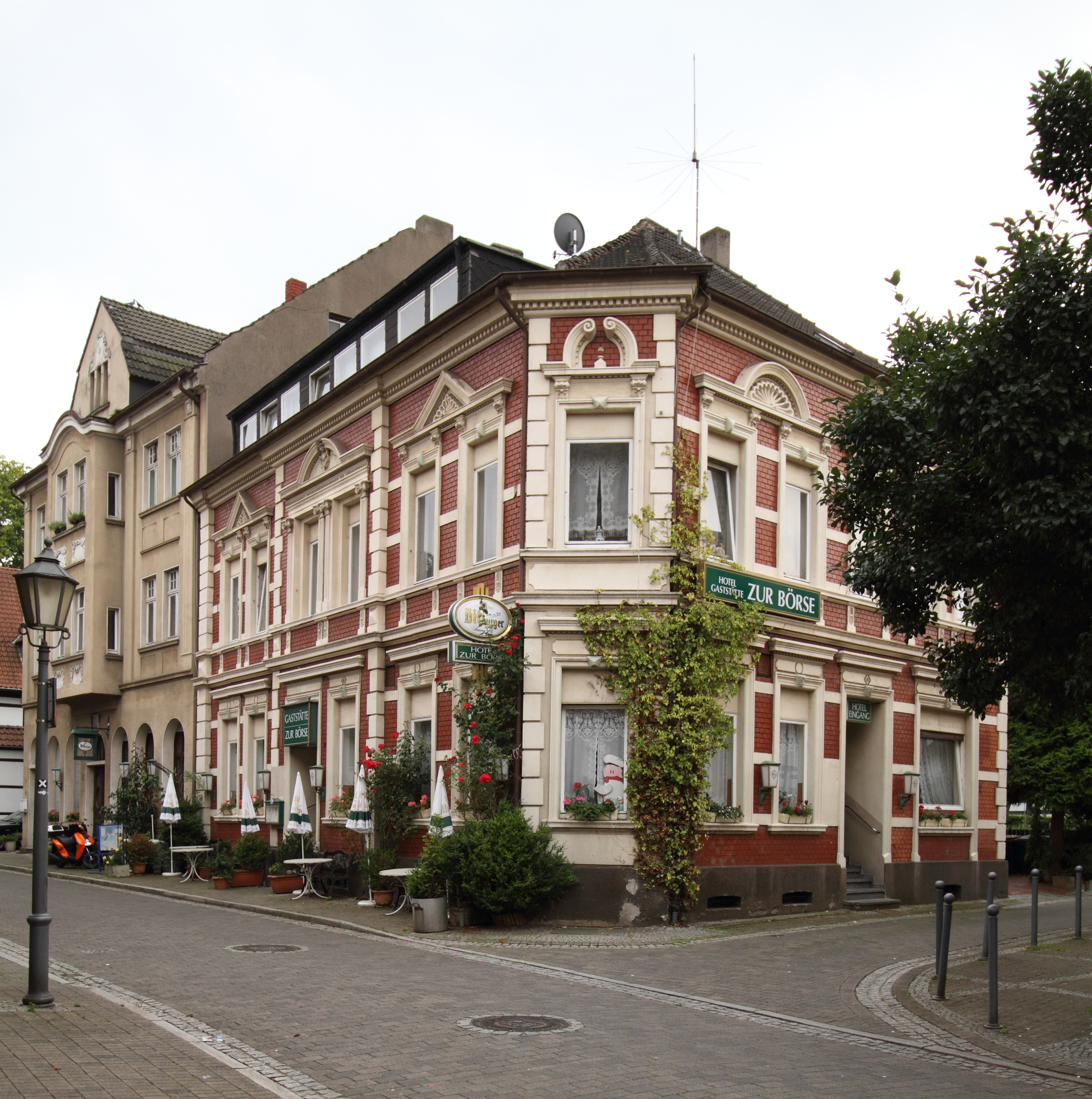
Hotel Zur Börse in Westerholt, 2015

### Folge 3
Die Fahrt endet in der Sternstraße im Herner Stadtteil Unser Fritz/Crange, der nach der nahegelegenen Zeche benannt ist. Dort befindet sich das Haus von Tante Änne und Onkel Jakob.

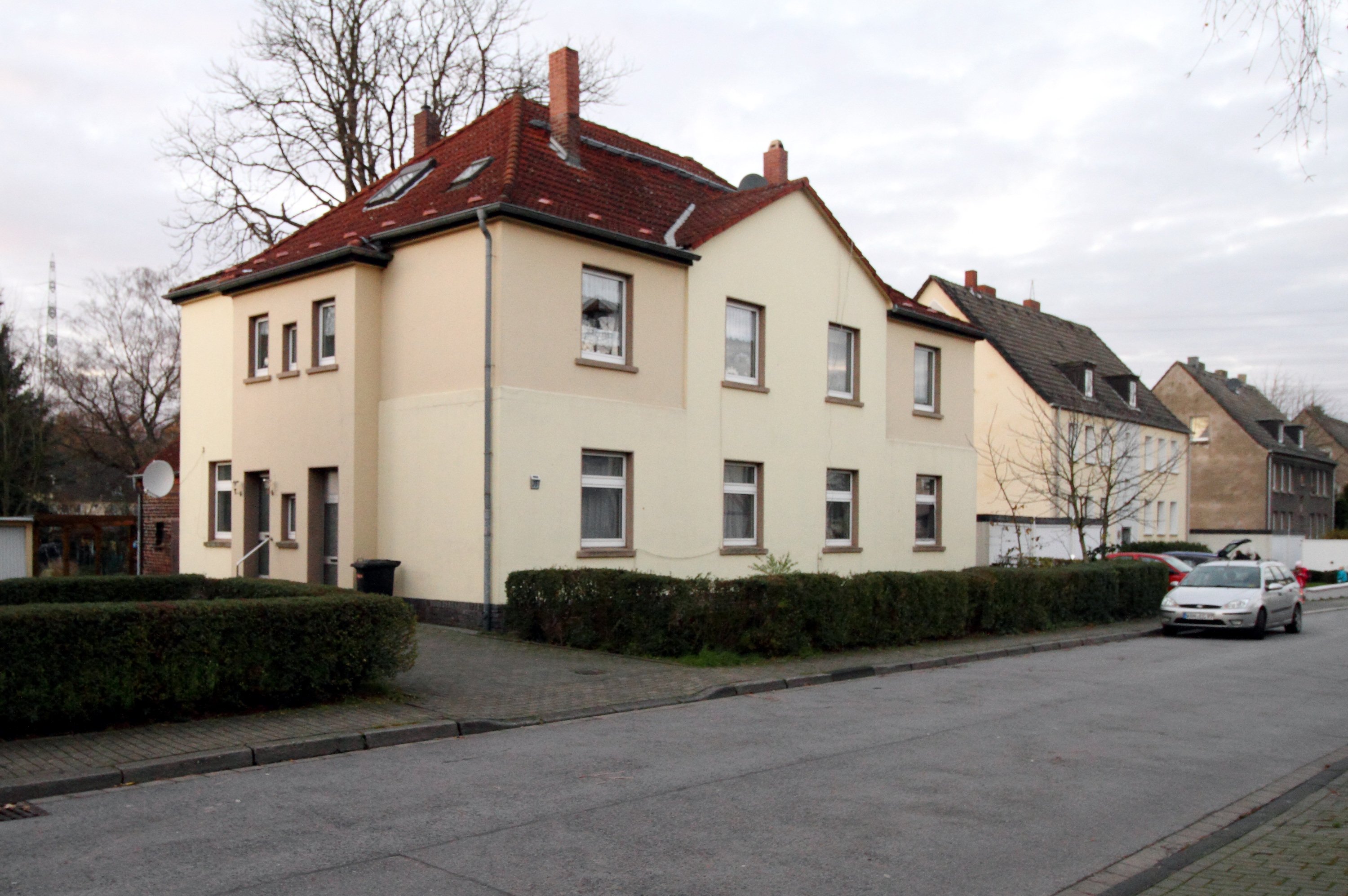
Das Haus von Onkel Jakob und Tante Änne, 2015

### Folge 4
Auf dem Weg zum Schlossgarten und dem Schloss Berge im Stadtteil Gelsenkirchen-Buer überqueren die Tourteilnehmer die Emil-Zimmermann-Allee an der Kreuzung mit der Adenauerallee, am Fußgängerübergang zum Berger Weg. Der Bahnübergang liegt in der Uechtingstraße. Der Tabakladen von Ernst Kuzorra lag an der Kurt-Schumacher-Straße in jenem Abschnitt, der sich heute Schalker Meile nennt. Er existiert nicht mehr, sondern ist inzwischen eine Verkaufsstelle des FC Schalke 04 geworden. Das über dem Laden angebrachte Schild erinnert aber an die Vergangenheit als Tabakladen. Der Ruhr-Zoo in Gelsenkirchen heißt heute Zoom Erlebniswelt Gelsenkirchen und ist umfänglich umgebaut worden. Beim Fußballstadion handelt es sich um die Glückauf-Kampfbahn. Es wird bereits nicht mehr für Bundesliga-Spiele genutzt. Die Gaststätte Sporteck existiert nicht mehr, wohl aber das Haus, in dem sie sich befand. Es liegt schräg gegenüber dem Tabakladen, was in der Serie aber nicht ersichtlich ist. Die ehemalige Wohnung von Klärchen befindet sich auf der Walzer Straße 22. Die neue Wohnung ist auf der Kurt Schumacher Straße 55 zu finden, und damit nicht in Sichtweite zur alten Wohnung, wie in der Szeneneinstellung suggeriert.

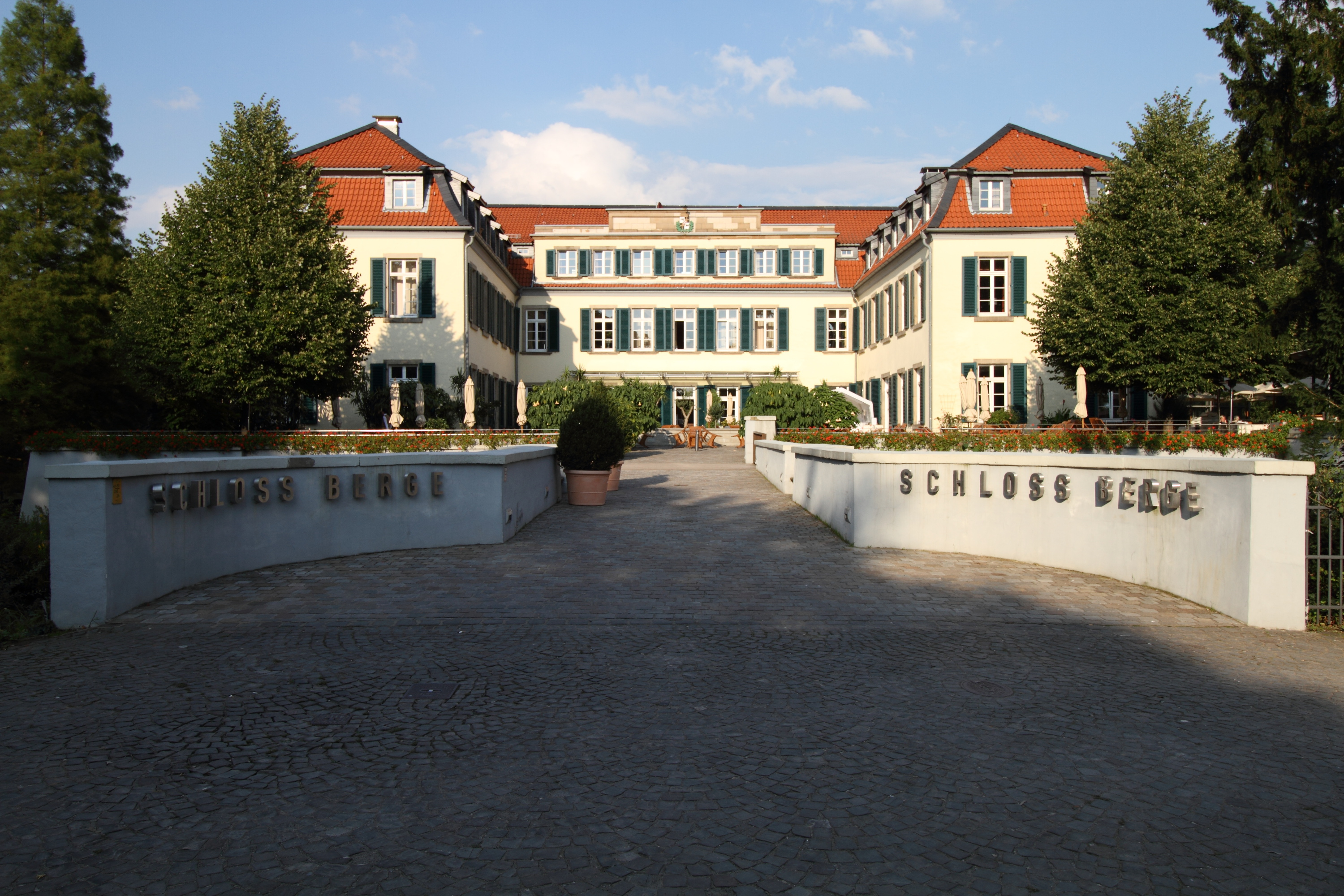
Schloss Berge, 2015
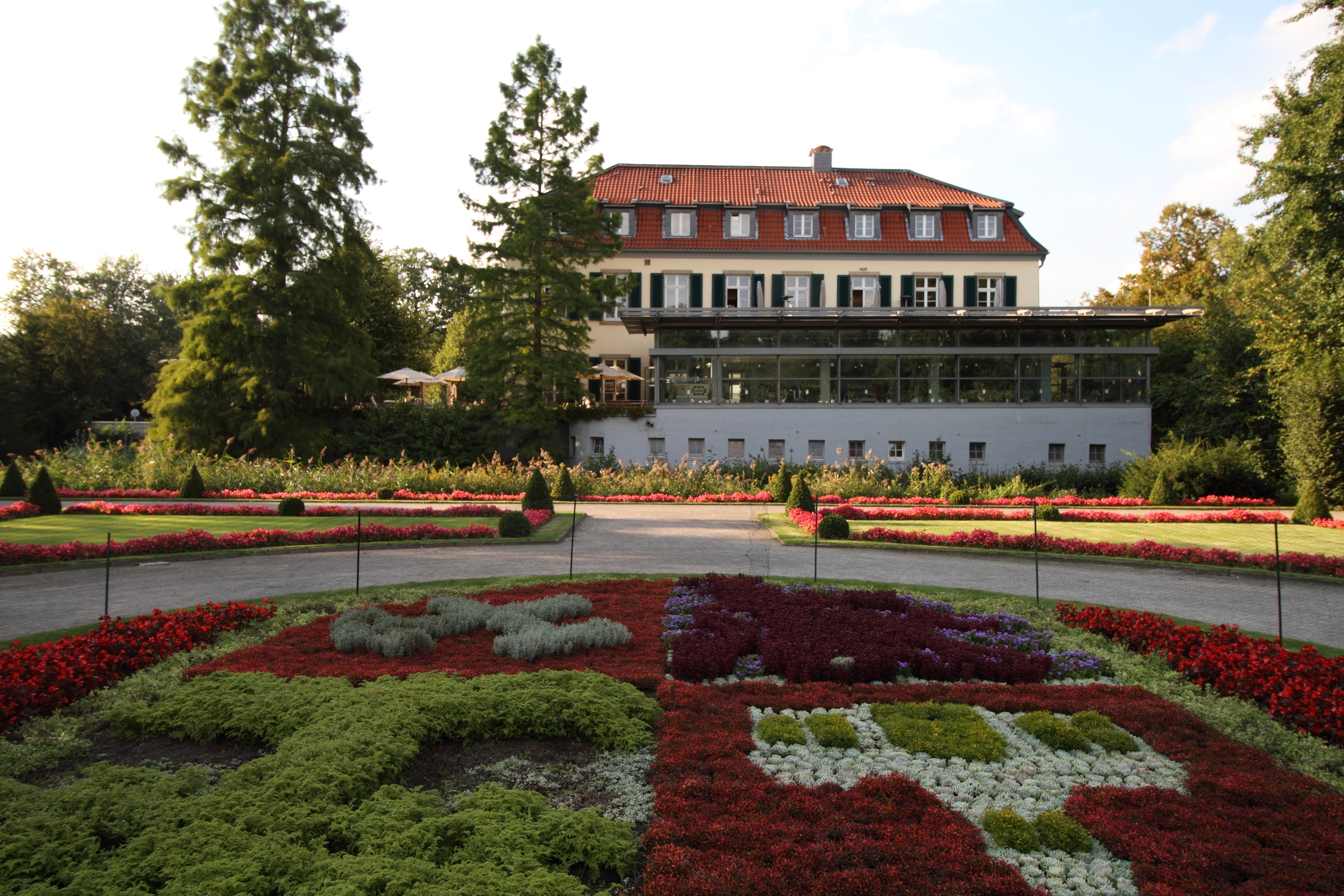
Schloss Berge, 2015
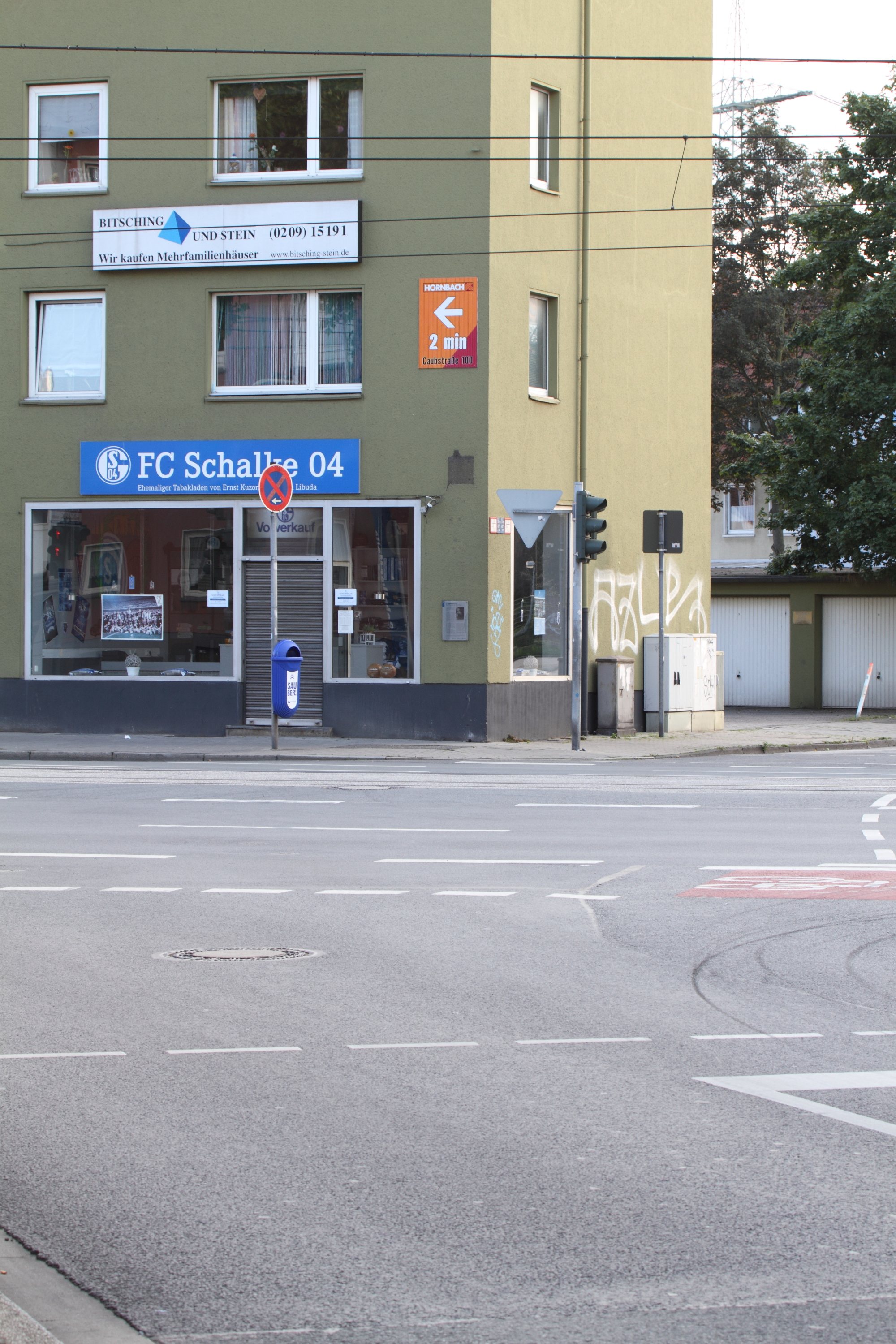
Ehemaliger Tabakladen von Ernst Kuzorra und Stan Libuda, 2017
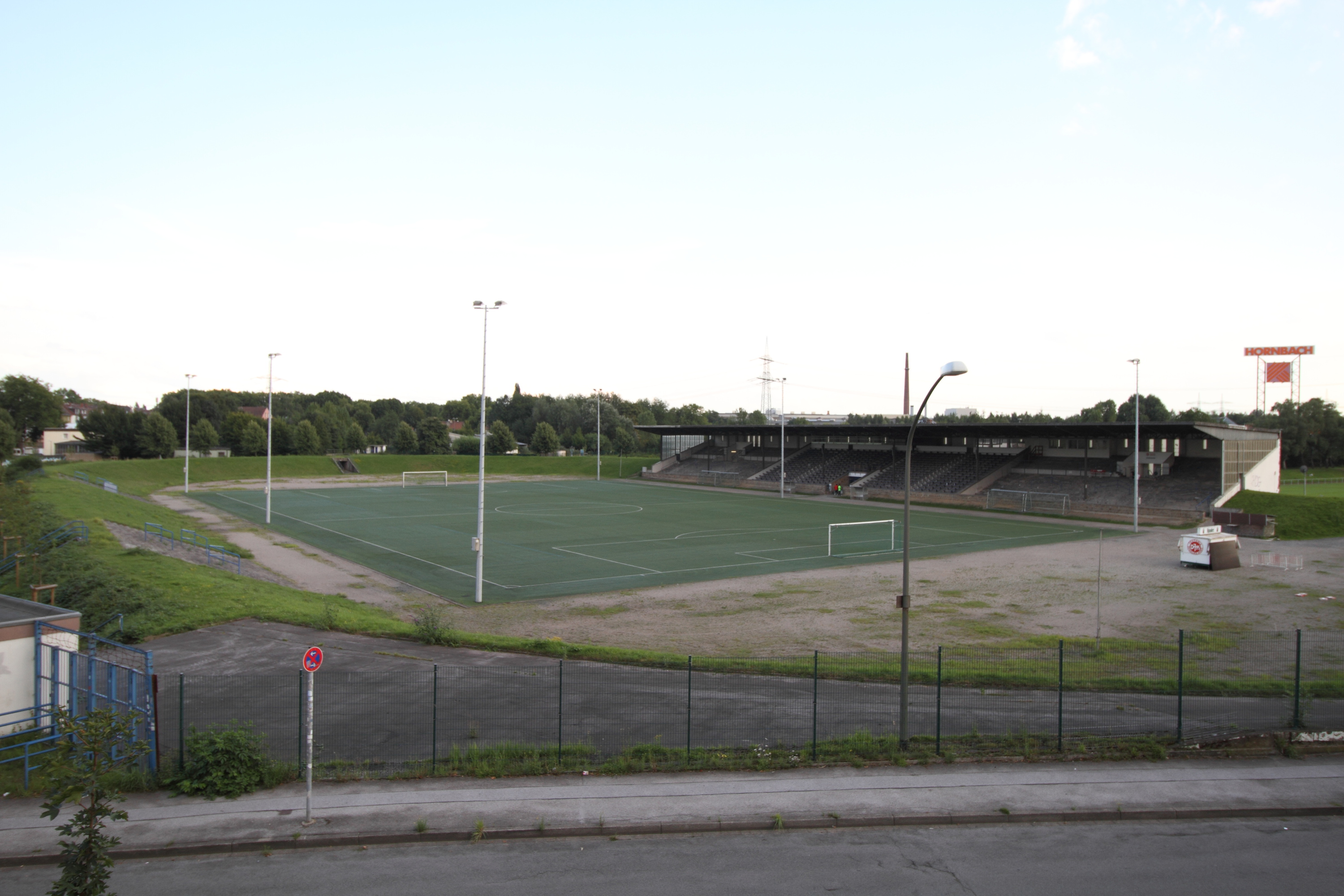
Glückauf-Kampfbahn, 2017
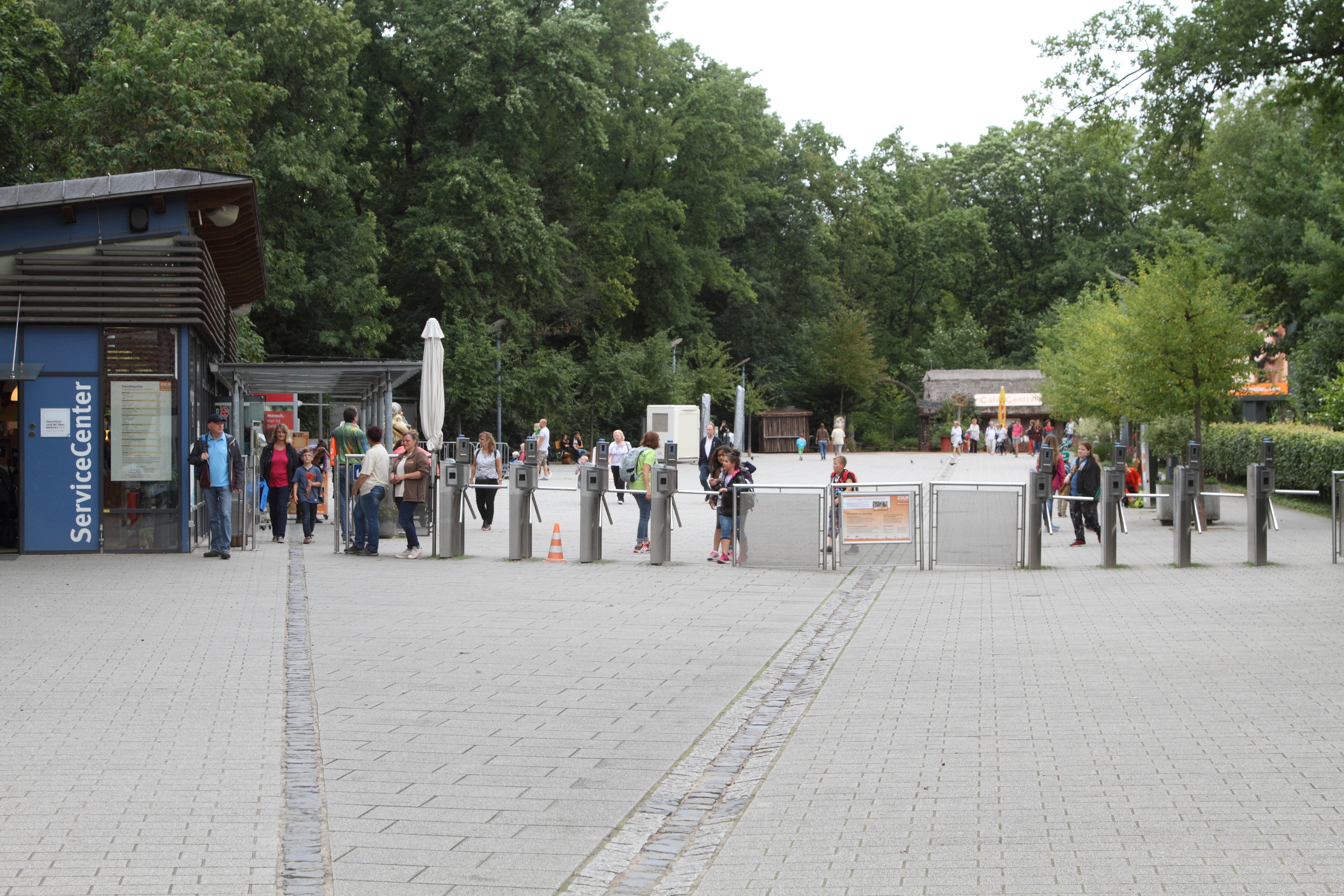
Der Eingang des Zoos in Gelsenkirchen, 2017
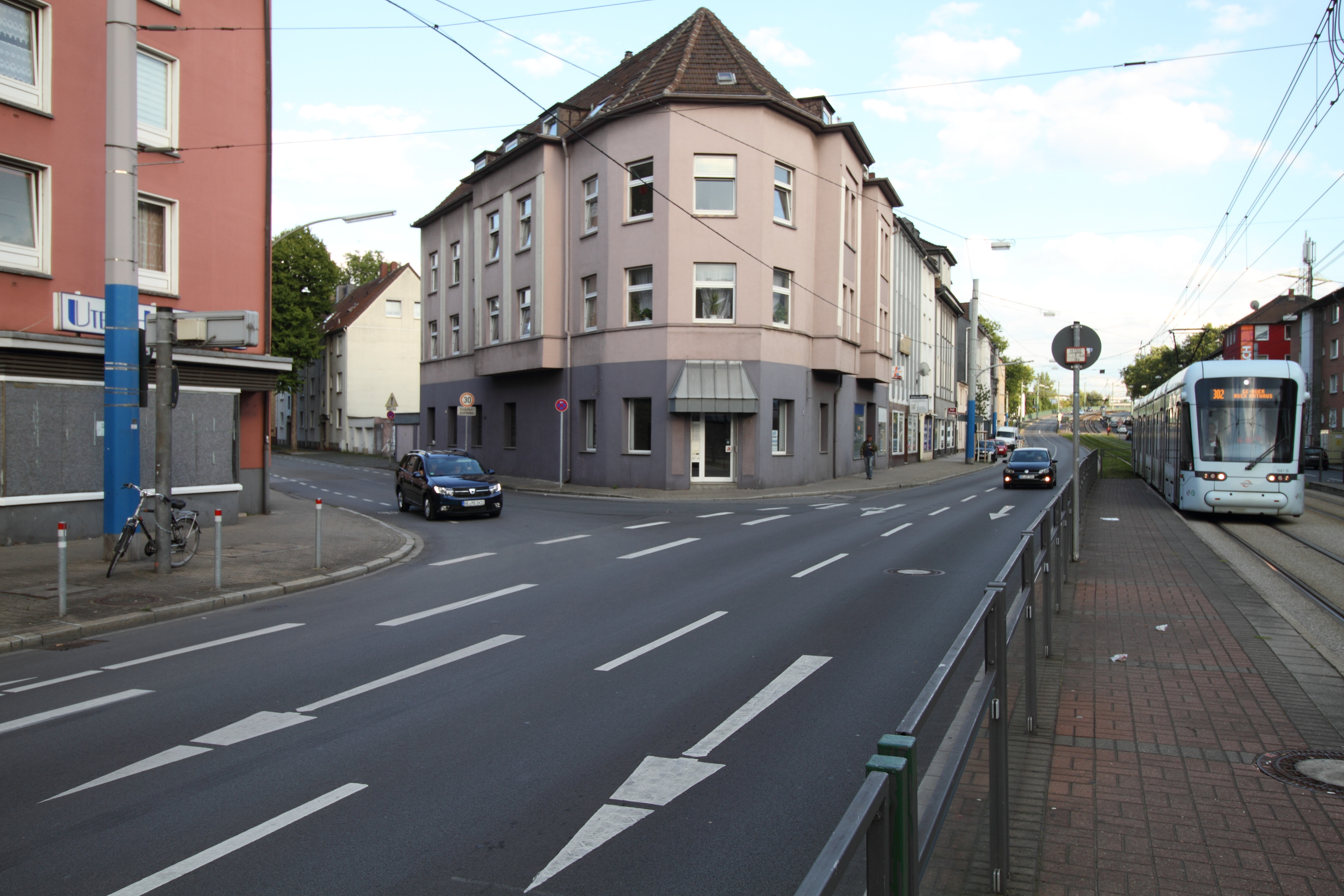
Ehemalige Gaststätte Sporteck, 2017
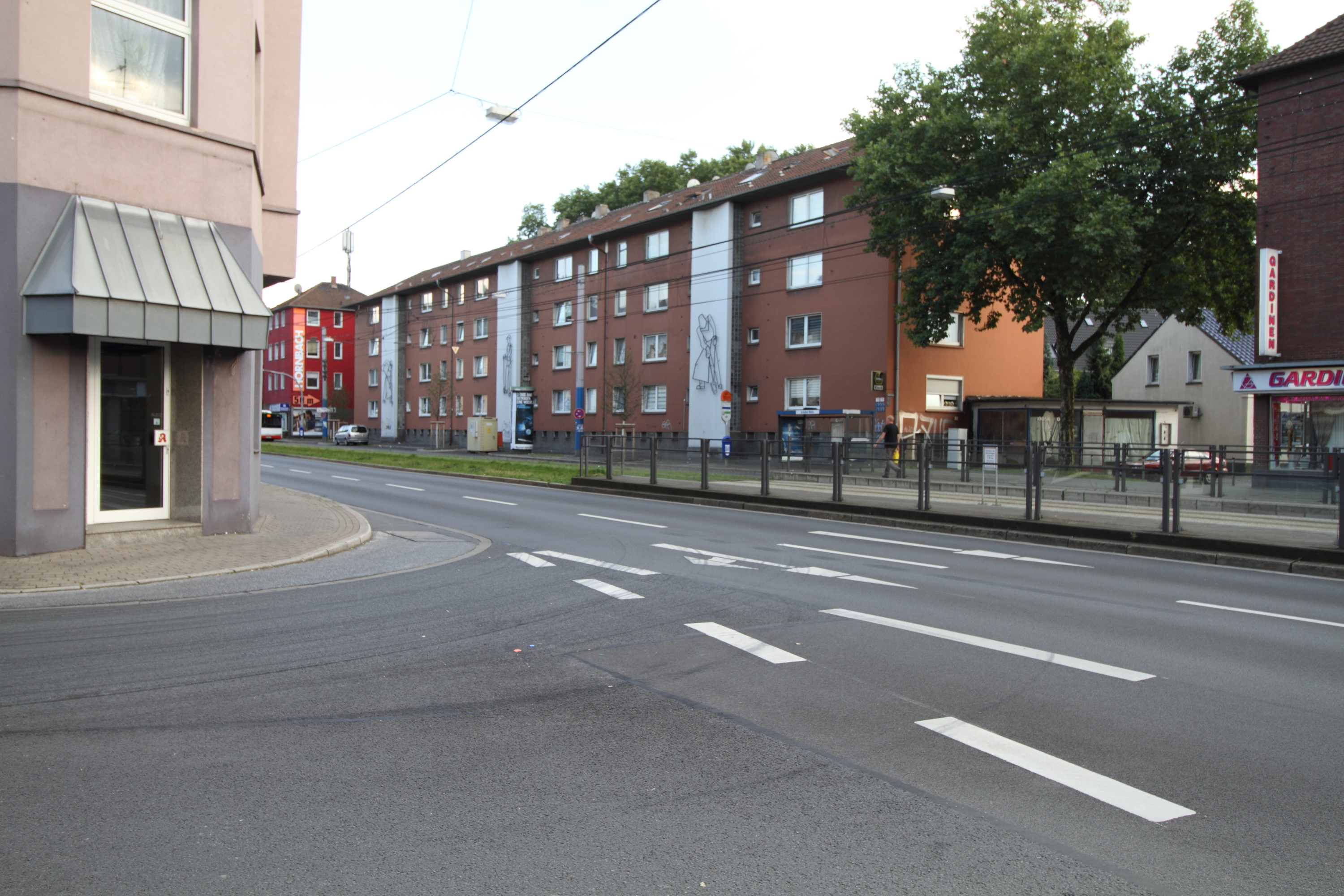
Ehemalige Gaststätte Sporteck, 2017
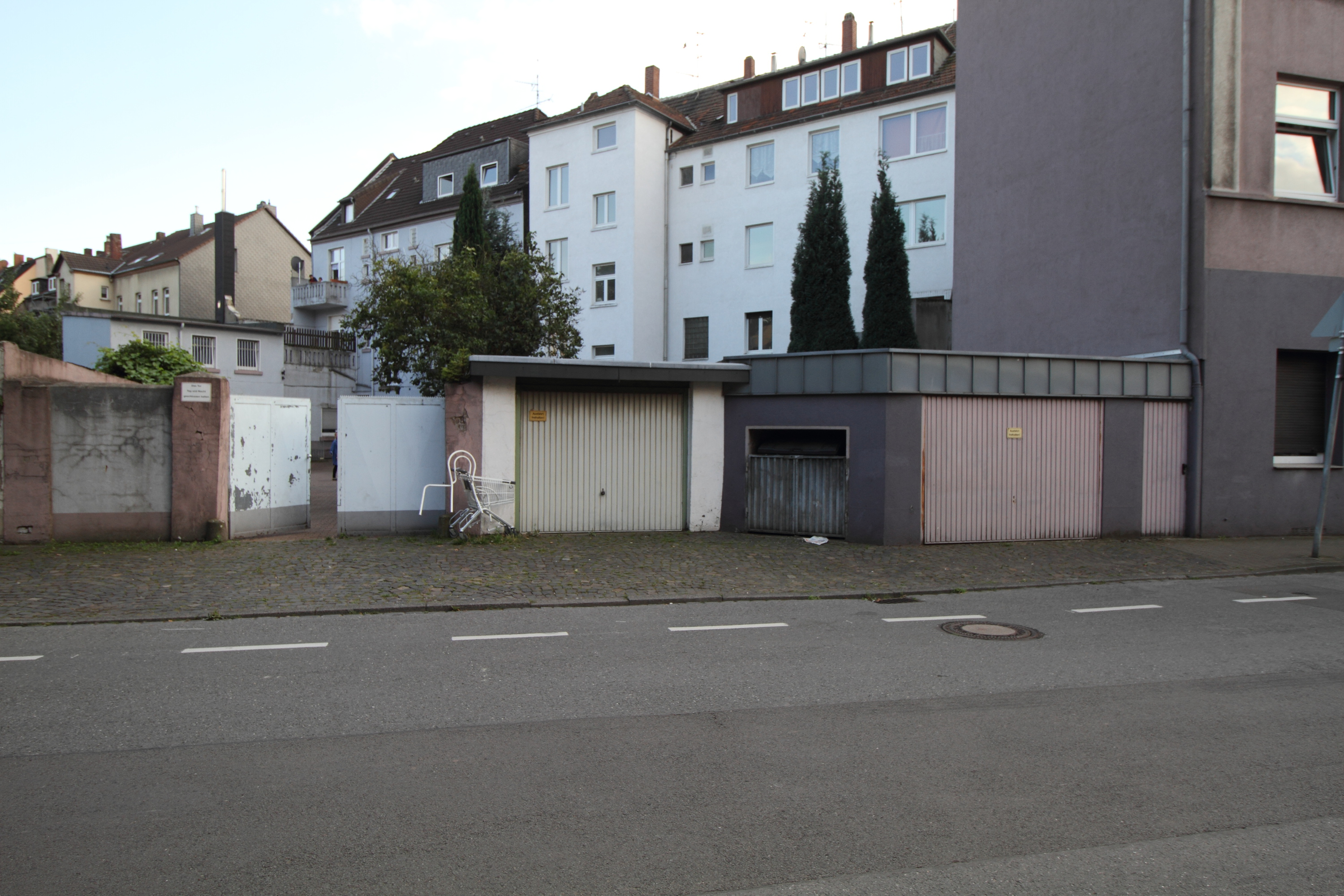
Zugang zum Hinterhof der ehemaligen Gaststätte Sporteck, 2017

### Folge 5
Der Traumlandpark lag nahe Bottrop-Kirchhellen, heute befindet sich der Movie Park Germany an seiner Stelle.
Die Gastwirtschaft, vor der Harald der Sattel von seinem Fahrrad gestohlen wird, befindet sich in Hünxe auf der Wilhelmstraße. Es handelt sich um das ehemalige Haus Landwehr, welches aber inzwischen leer steht.
Der Campingplatz Schillingsrott, auf dem Ines und Harald ihre gemeinsame Nacht verbringen, befindet sich Schermbecker Ortsteil Gahlen, direkt an der Grenze zu Hünxe, auf der Hünxer Straße. Die alte Schranke und das alte Tor sind noch vorhanden.
Der Landgasthof Loemühle liegt nahe dem Flugplatz Marl-Loemühle und damit etwa 15 km vom Traumlandpark und 45 km von Duisburg entfernt. Es stellt einen erheblichen, wenngleich machbaren Umweg dar.

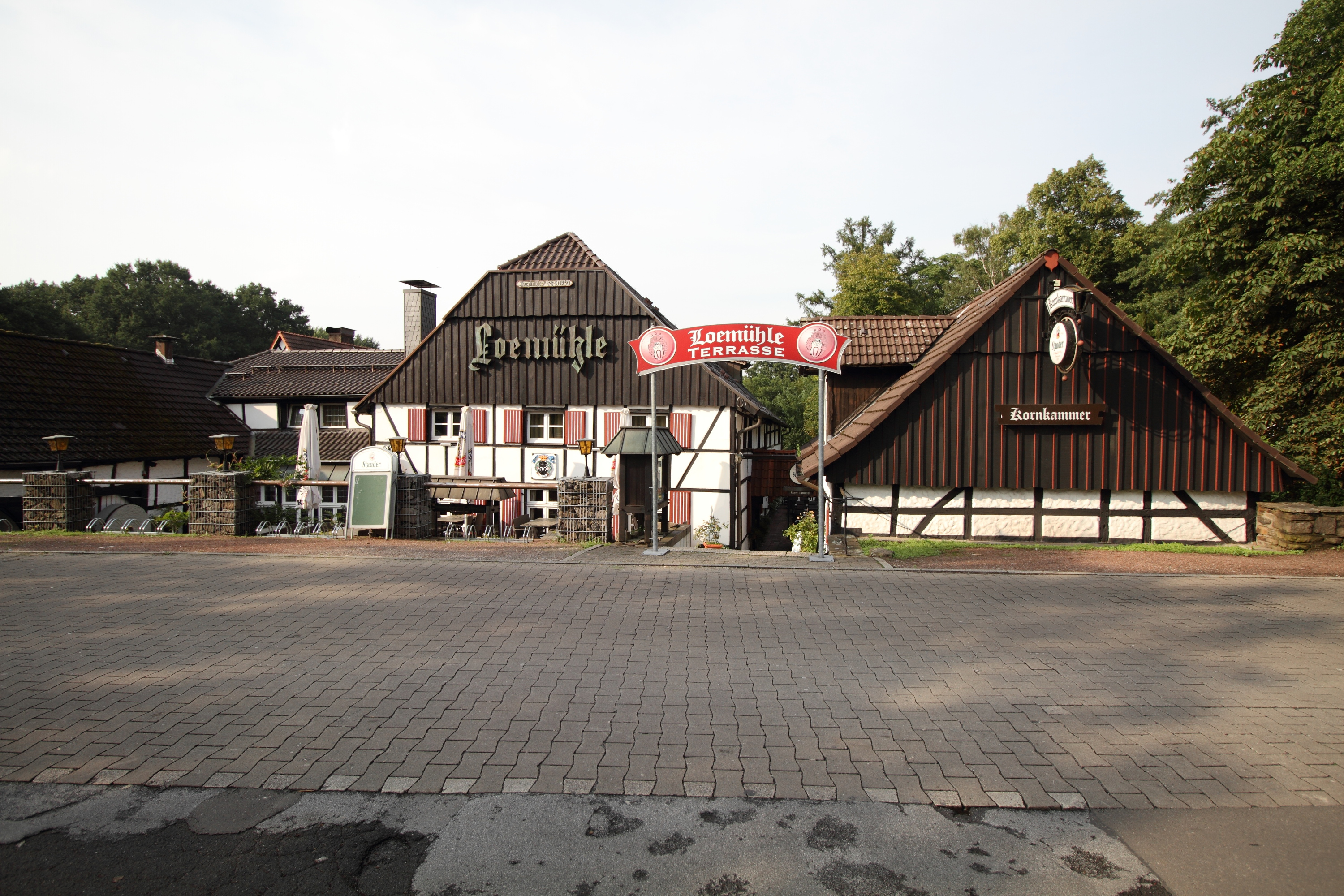
Gasthof Zur Loemühle, 2015
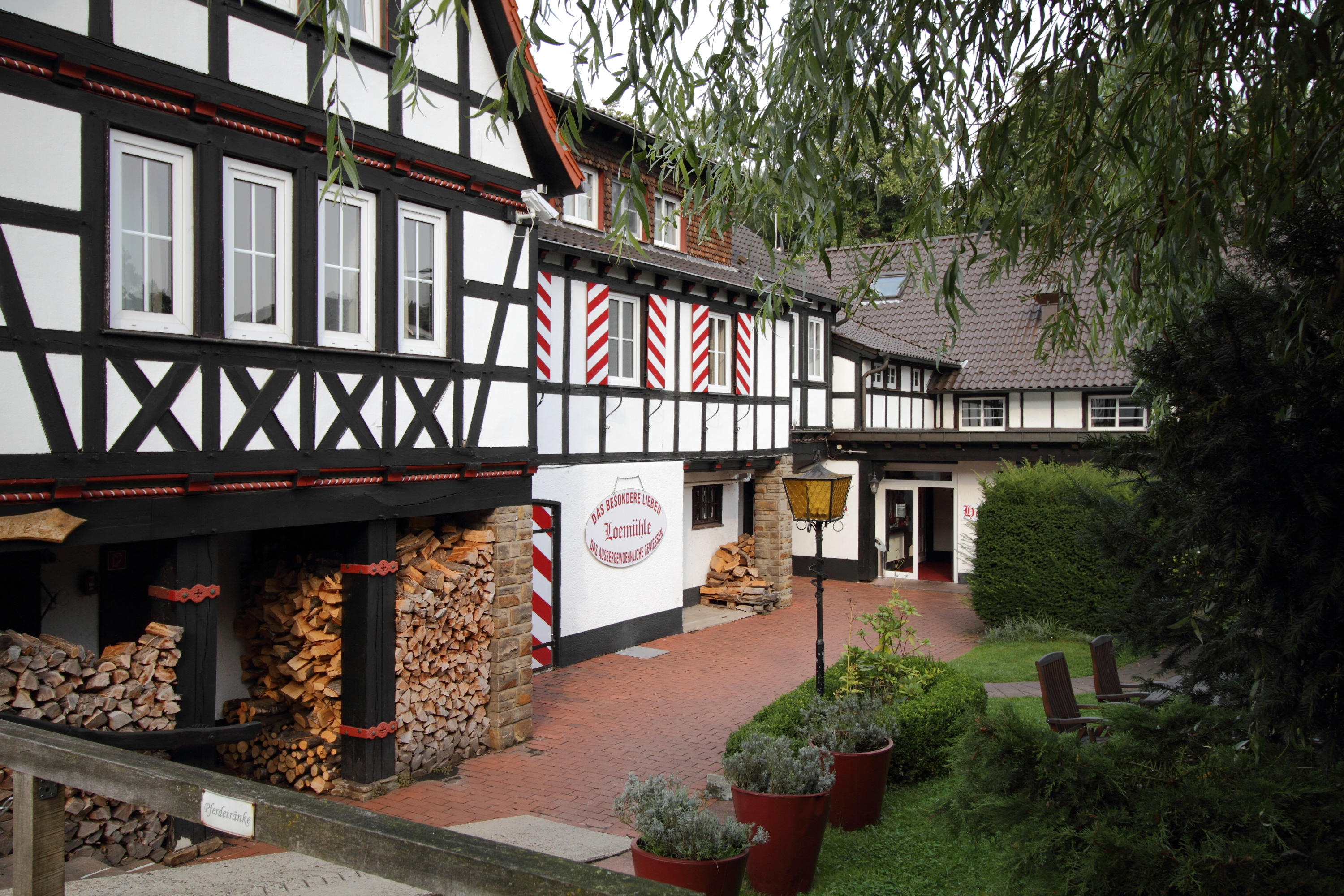
Gasthof Zur Loemühle, 2015
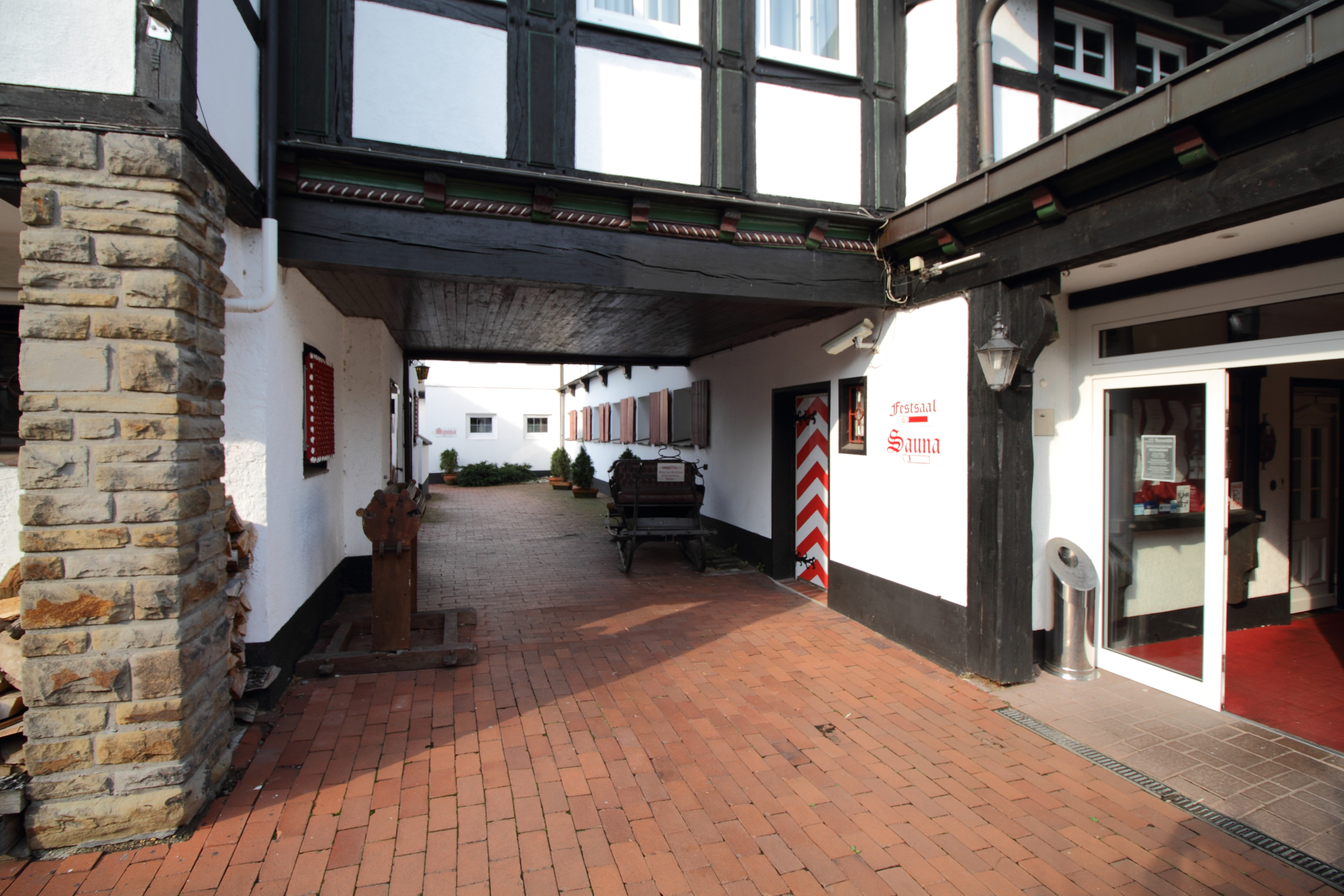
Gasthof Zur Loemühle, 2015

### Folge 6
Die Fahrt führt nach Duisburg, wobei es so dargestellt ist, als befände sich die Tankstelle von Hotte Niemeyer ebenfalls dort. Tatsächlich lag sie aber an der Castroper Straße in Recklinghausen. Inzwischen ist sie abgerissen und durch einen Getränkemarkt ersetzt worden.
Dann begibt sich die Reisegruppe nach Ruhrort zum Kai an der Schiffsbörse, wo die Schiffe für die Hafenrundfahrt anlegen. Anschließend fahren die Stratmanns mit Ines zum Restaurant Zur Arche in Voerde, das direkt am Ufer des Rheins liegt. Karlheinz und Lisbeth sind dann noch einmal auf dem Bahnsteig des Bahnhofs Dinslaken zu sehen, von wo ab sie nach Amsterdam fahren.

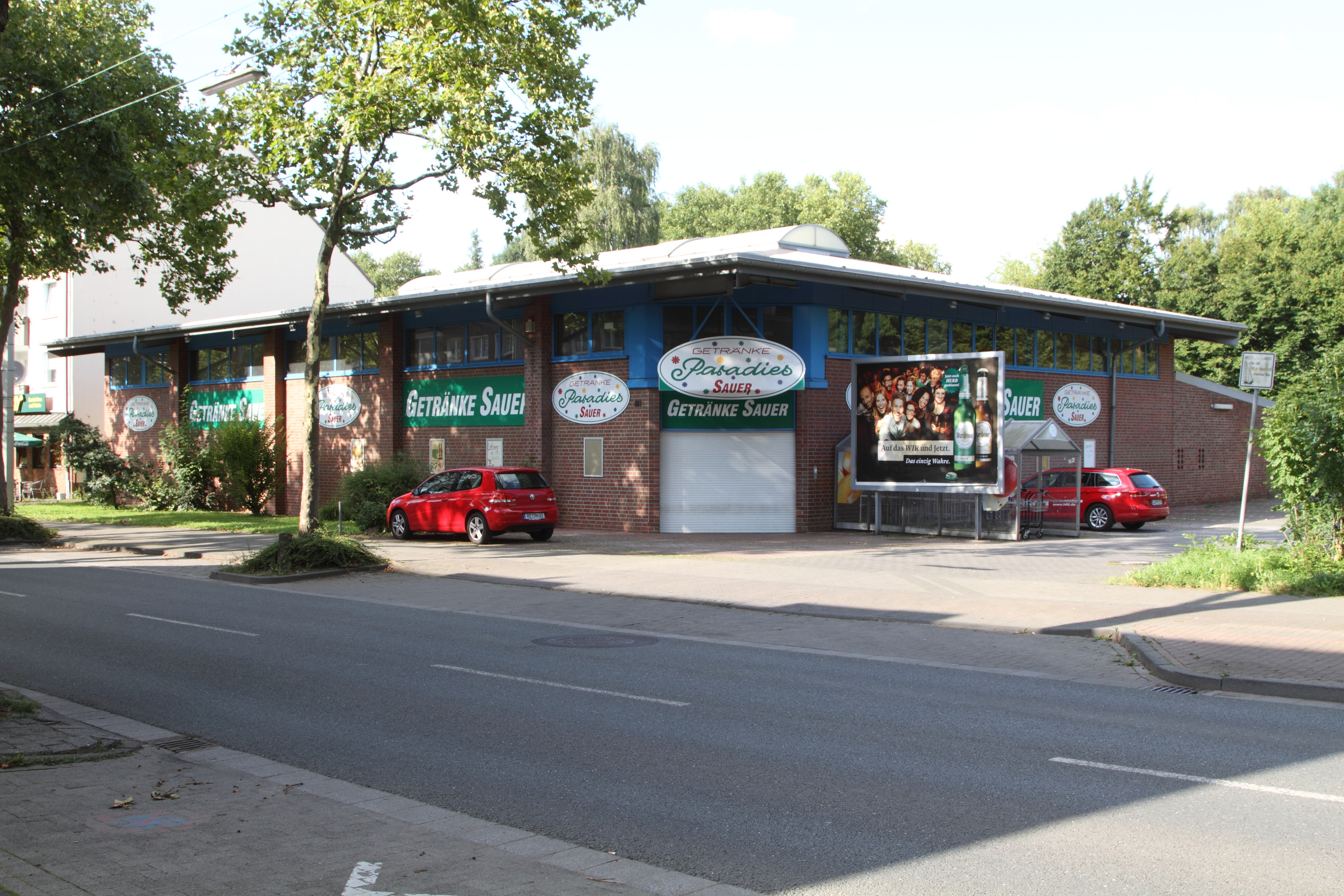
Standort der Tankstelle, 2017
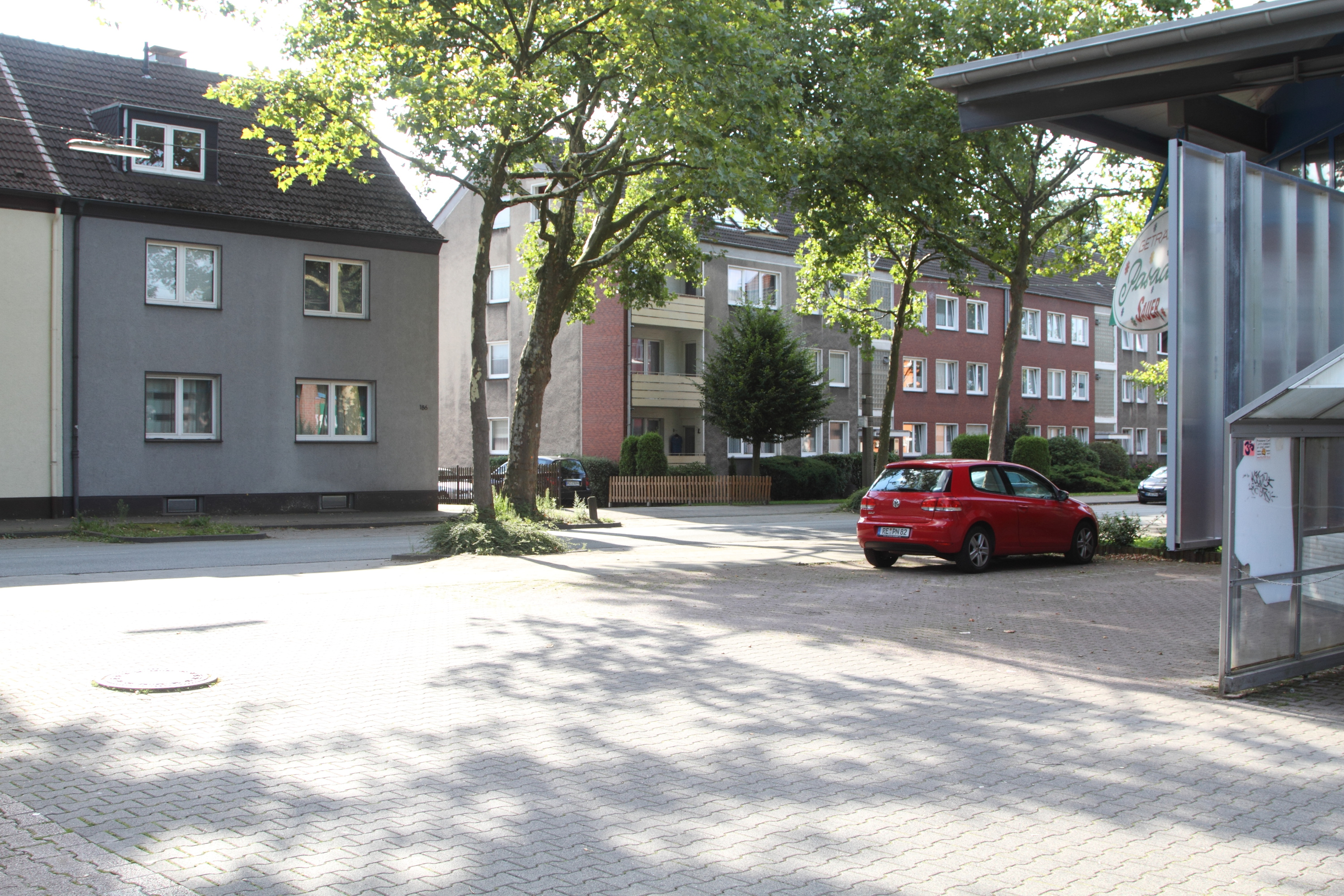
Standort der Tankstelle, 2017
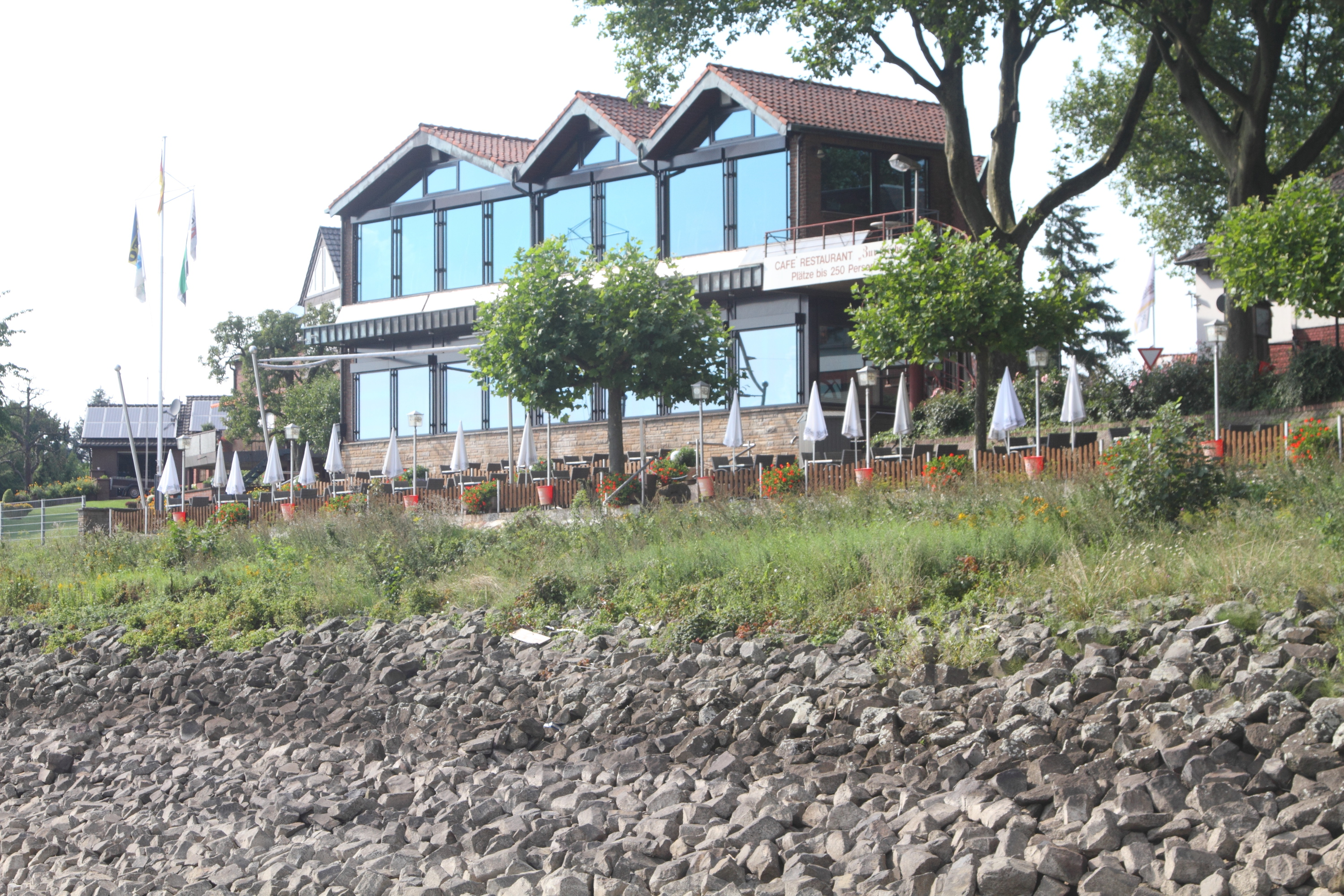
Café Zur Arche, 2015
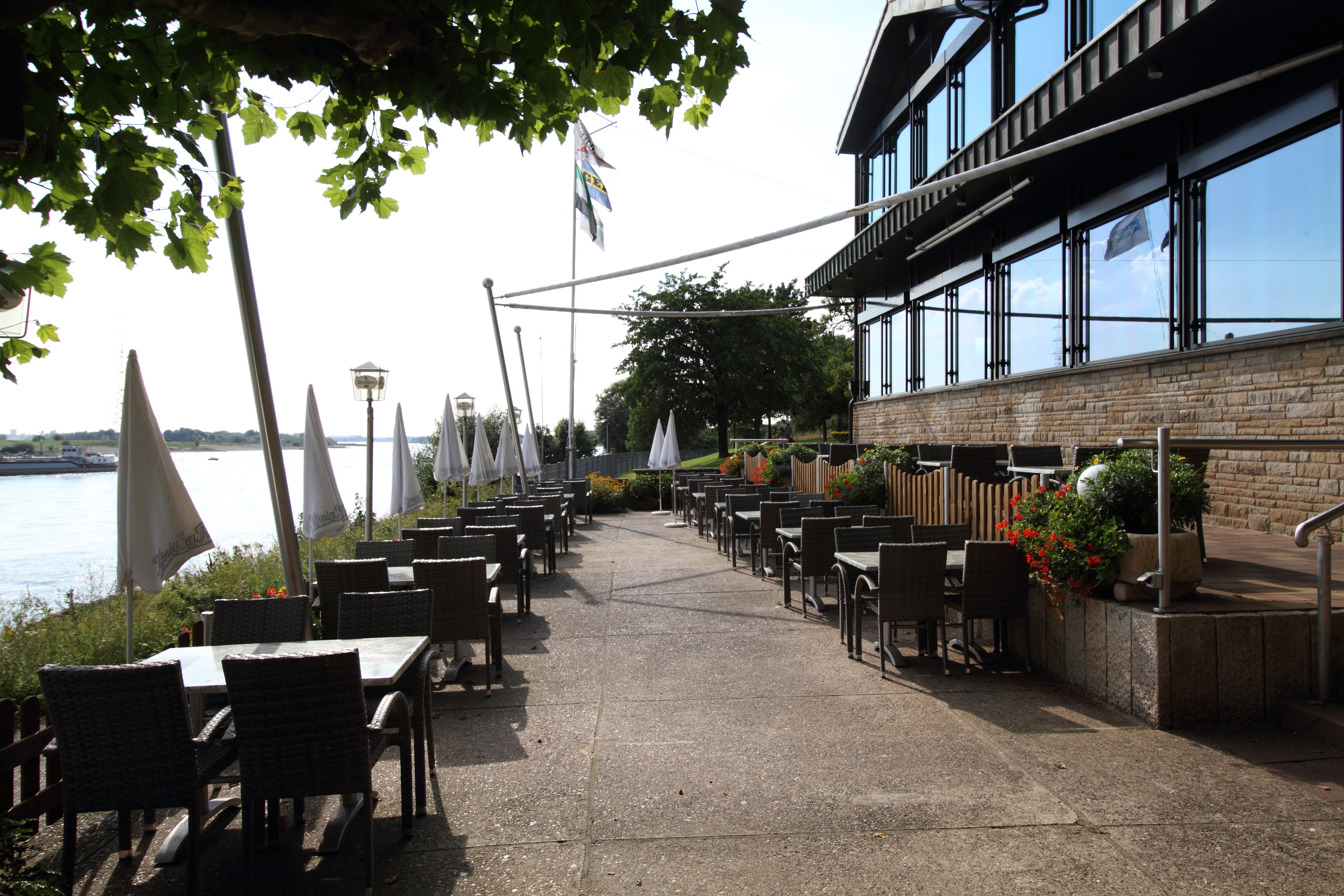
Café Zur Arche, 2015
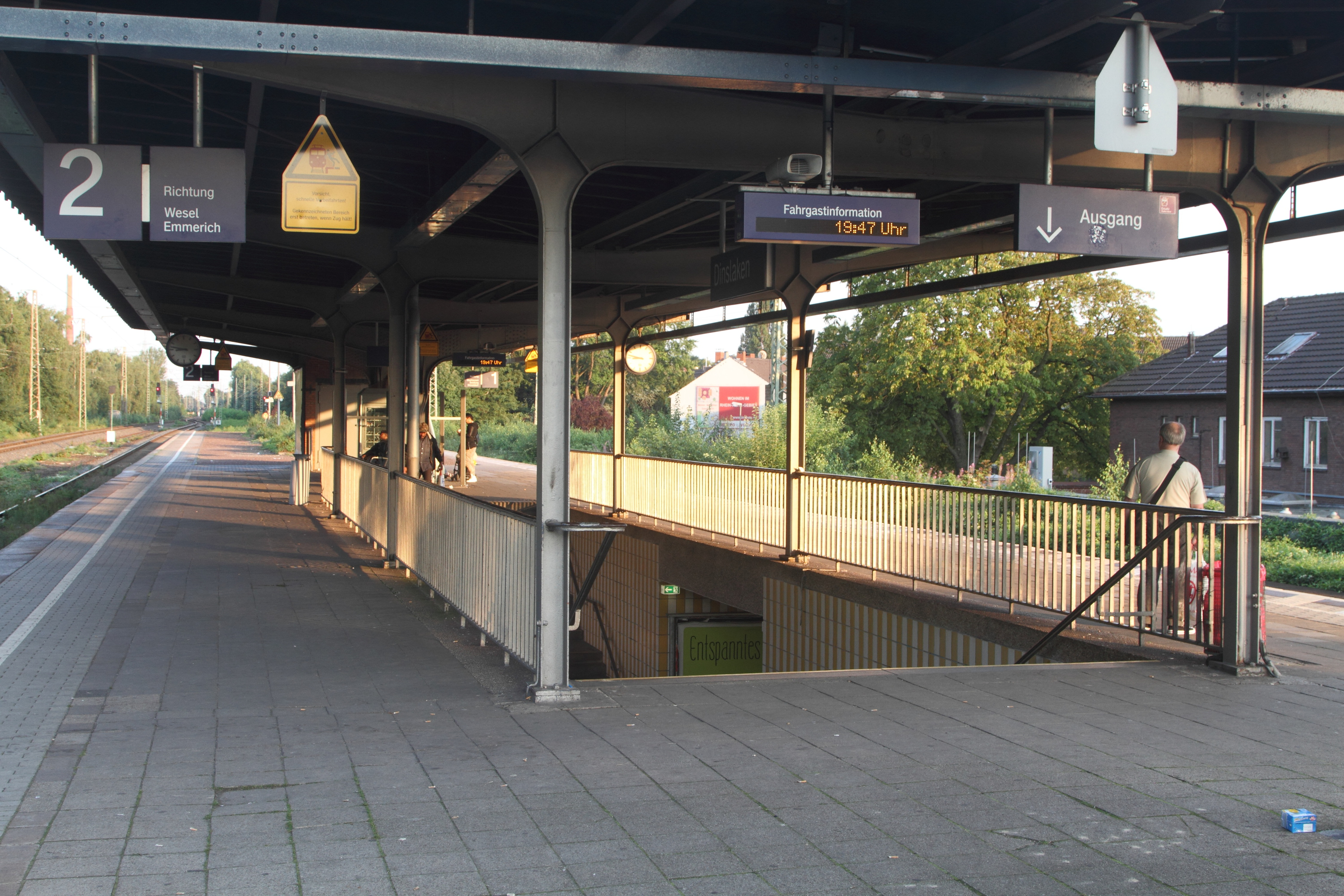
Bahnhof Dinslaken, 2015